# Uzbekistán
Uzbekistán, oficialmente República de Uzbekistán (en uzbeko: O‘zbekiston Respublikasi), es un país situado en Asia Central. Limita al noroeste y al norte con Kazajistán, al sur con Afganistán, al noreste con Kirguistán, al sureste con Tayikistán y al suroeste con Turkmenistán. Junto con Liechtenstein, es uno de los dos únicos países doblemente aislados del mar.Es decir, que desde Uzbekistán se han de atravesar dos fronteras como mínimo para llegar al mar, salvo que se consideren como mares —y no como lagos— el Caspio y el casi desaparecido mar de Aral. Es, por lo tanto, uno de los países más interiores y distantes del mar en el mundo. 
Fue parte integrante del Imperio Samánida hasta que llegó la dinastía Timúrida. En el siglo XVI, la región fue conquistada por los nómadas uzbekos, que hablaban un dialecto del turco oriental. La mayor parte de la población uzbeka sigue hablando el uzbeko, idioma de la familia de las lenguas túrquicas.
Uzbekistán fue incorporada al Imperio ruso en el siglo XIX. En 1924, en el seno de la Unión de Repúblicas Socialistas Soviéticas, se constituyó como la República Socialista Soviética Uzbeka. Accedió finalmente a su independencia en diciembre de 1991, después de la desmembración de la URSS.
La economía de Uzbekistán reside en la producción de diversas materias primas, como algodón, oro, uranio y gas natural.
El idioma nacional, uzbeko, está estrechamente relacionado con las otras lenguas túrquicas, con las que comparte fuertes lazos culturales e históricos. Uzbekistán es uno de los miembros activos del Consejo Túrquico y la comunidad TÜRKSOY. Es también miembro de la Organización de Cooperación de Shanghái, la Comunidad de Estados Independientes, la Organización de Cooperación Islámica y del movimiento de Países No Alineados. Es además miembro observador de la Unión Económica Euroasiática.

## Historia

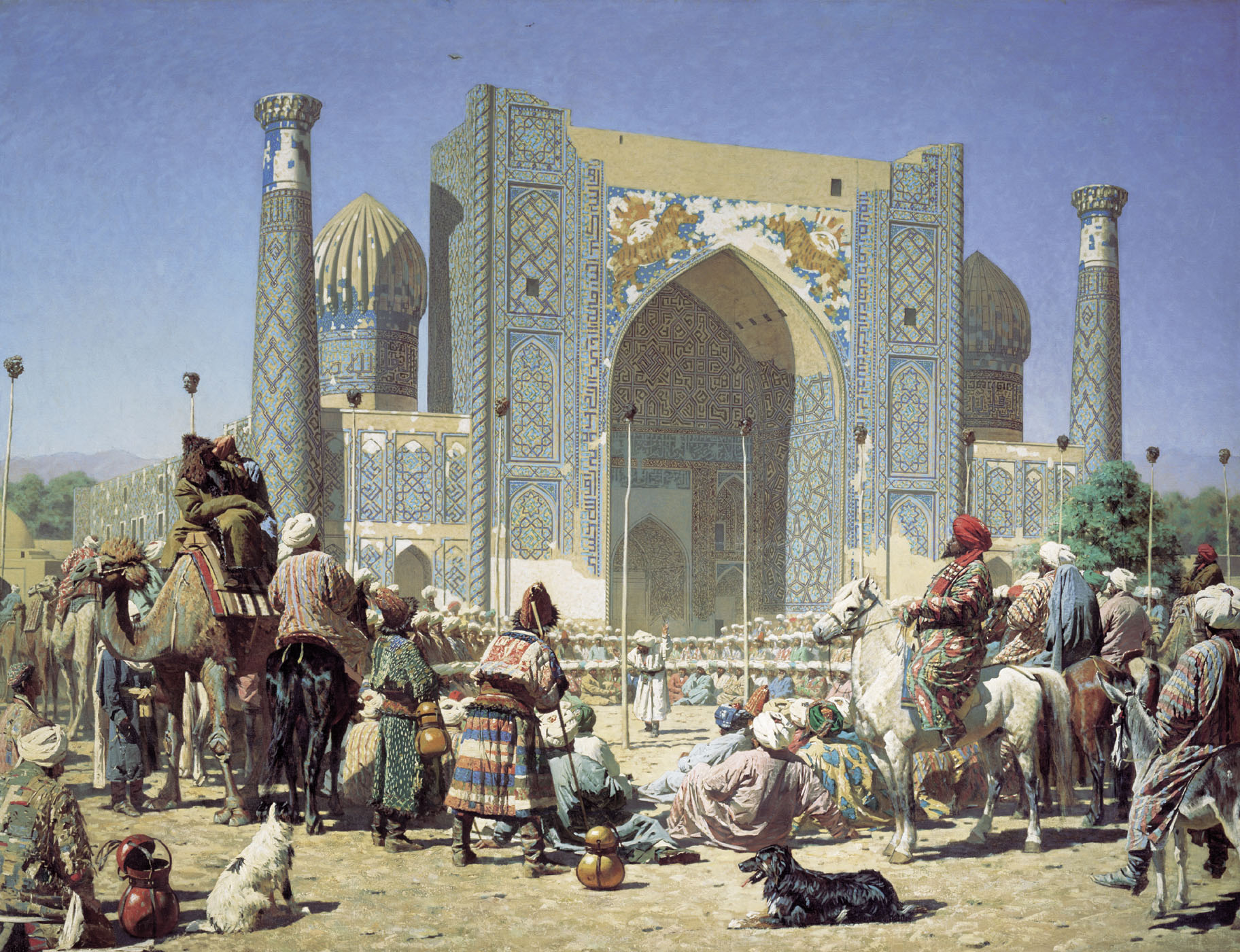
Madrasa Sher-Dor en Registán. Óleo sobre tela de Vasili Vereshchaguin (1872).

Antes de la llegada gradual de invasores turcos, el área estuvo poblada por escitas y gentes de habla persa y de estirpe iraní, que aún representan una minoría grande en Uzbekistán y son llamados tayikos. Durante la Edad Media, el actual Uzbekistán formó parte del poderoso Imperio Corasmio. Desde la Edad Moderna, los emiratos en que se dividía el país (Bujará, Samarcanda y otros) fueron Estados tapón entre las aspiraciones persas y chinas, y posteriormente rusas.
En el siglo XIX, el Imperio ruso comenzó a expandirse y a repartirse el Asia Central. El período del Gran Juego es generalmente considerado como continuo aproximadamente desde 1813 hasta la convención Anglo-Rusa de 1907. Seguida de la revolución bolchevique de 1917, siguió una segunda fase menos intensiva. A comienzos del siglo XIX, había unos 3200 kilómetros que separaban a la India británica y las regiones remotas de la Rusia zarista. Gran parte de la tierra no aparecía en los mapas.
A principios del siglo XX, Asia Central estaba firmemente en manos de Rusia, y a pesar de alguna resistencia a los bolcheviques, Uzbekistán y el resto de Asia Central se integraron en la Unión Soviética.
El 1 de septiembre de 1991, Uzbekistán declaró la independencia sin gran entusiasmo. Mientras las repúblicas bálticas llevaban la lucha por la independencia, los Estados del Asia Central la temían. «Las fuerzas centrífugas que rompieron la Unión fueron las más débiles en Asia Central. Después del intento de golpe de Estado de agosto de 1991, todos los presidentes de Asia Central creyeron que la Unión podría ser preservada de alguna manera», escribió Michael McFaul en Russia's Unfinished Revolution.[cita requerida]

## Gobierno y política

Mapa de Uzbekistán (en inglés).

Constitucionalmente, el gobierno de Uzbekistán establece la separación de poderes, la libertad de expresión y la democracia representativa. En realidad, el ejecutivo ejerce casi todo el poder [cita requerida]. El poder judicial no destaca por su independencia y el parlamento (Oliy Majlis), que se reúne solamente unos cuantos días al año, tiene poco poder para legislar.[cita requerida]

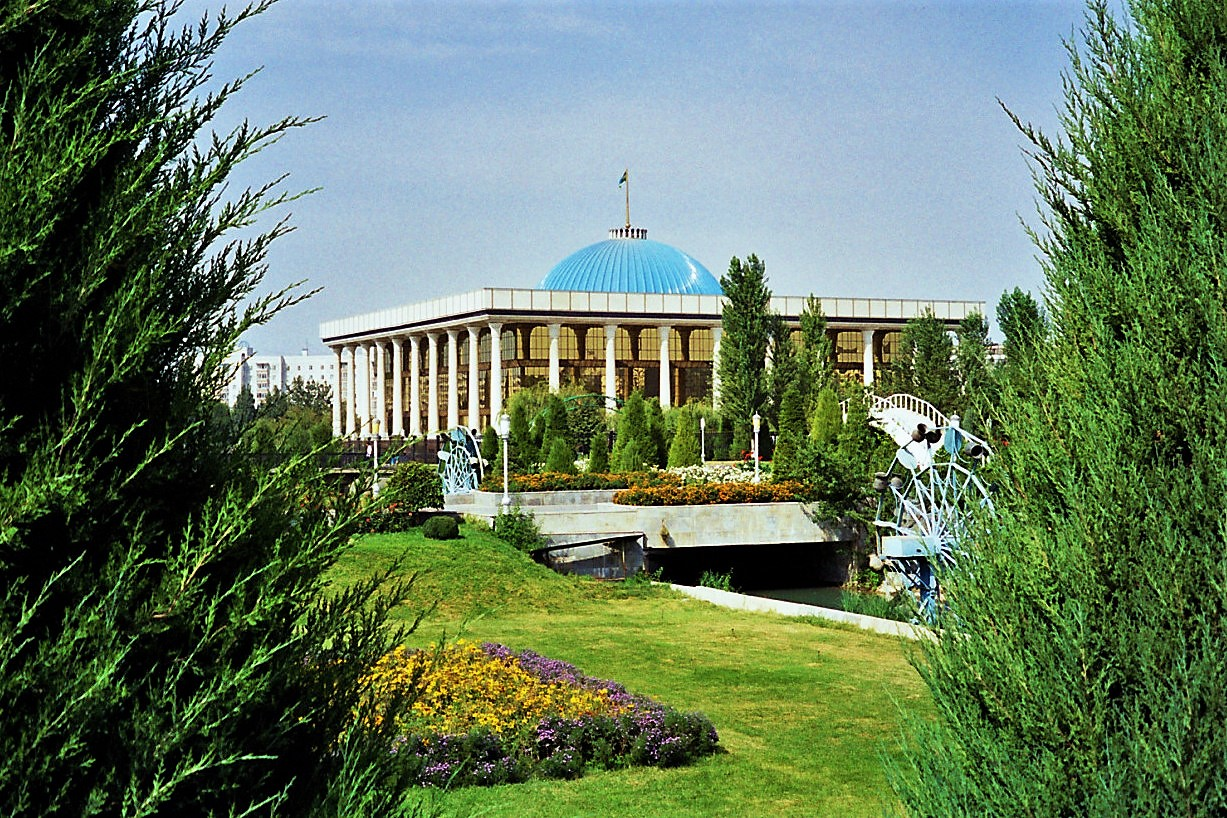
El Parlamento uzbeko.

El presidente escoge y reemplaza a los gobernadores provinciales. Islom Karimov, ex primer secretario del Comité Central del Partido Comunista de la República Socialista Soviética de Uzbekistán, fue elegido en diciembre de 1991 para un mandato presidencial de cinco años, con el 88 % de los votos. En un referéndum de diciembre de 1995, su mandato se extendió hasta 2000. El presidente Karimov fue reelegido en enero de 2000 con el 91.9 % de los votos. En un referéndum de enero de 2002, el término de la presidencia se amplió de cinco a siete años. El presidente Karimov fue reelegido en diciembre de 2007 con el 88.1 % de los votos.
La Organización para la Seguridad y la Cooperación en Europa (OSCE) no desplegó ninguna misión de observación electoral en las elecciones parlamentarias de diciembre de 2009, debido a la preocupación de que las elecciones no ofrecían una posibilidad real de elegir entre alternativas políticas. Se envió una misión de evaluación electoral más pequeña, que tomó nota de algunas mejoras en la forma en que las elecciones se llevaron a cabo.
Uzbekistán ha luchado contra una insurgencia de baja intensidad desde finales de 1990. A principios de esta década, el Movimiento Islámico de Uzbekistán (IMU) puso en marcha una serie de pequeñas incursiones transfronterizas. En el verano de 2001, el IMU se alió con el gobierno talibán en Afganistán, donde tenía la base la mayoría de sus tropas. Posteriormente, participaron de las fuerzas de Estados Unidos en Afganistán. Desde la caída del gobierno talibán en 2001, la IMU parece menos activa en Uzbekistán.
Se han producido esporádicamente atentados terroristas, atribuidos a los grupos de IMU y escisiones. Incluyen ataques múltiples y simultáneos en Taskent en 1999, que destruyeron una parte de la sede del Ministerio del Interior y estuvieron a punto de matar al presidente Karimov. Se estima que en los ataques y tiroteos posteriores en Taskent con presuntos terroristas murieron doscientas personas, aunque la cifra oficial de muertos del gobierno fue de 16. El 28 marzo y el 1 de abril de 2004, bombarderos suicidas atacaron las embajadas de EE. UU. e Israel en Taskent y también detonaron artefactos en la ciudad de Bujará,, sin esclarecerse quién cometió los ataques. En mayo de 2005, pistoleros armados en la ciudad de Andiján atacaron una comisaría, se apoderaron de armas y luego irrumpieron en una cárcel, liberando a los miembros de una organización local islámica acusada por el gobierno de extremismo. En los eventos posteriores, cuyos detalles no fueron aclarados, los atacantes se reunieron en la plaza principal de Andiján.
Miles de residentes locales se congregaron en la plaza. Hubo disparos entre las fuerzas gubernamentales y los insurgentes, y murió un número grande pero indeterminado de personas. El Gobierno de Uzbekistán, que cifró los muertos en 187, se negó a escuchar las peticiones de Europa y Estados Unidos de una investigación internacional independiente. Las estimaciones no oficiales son de entre setecientos y ochocientos muertos.

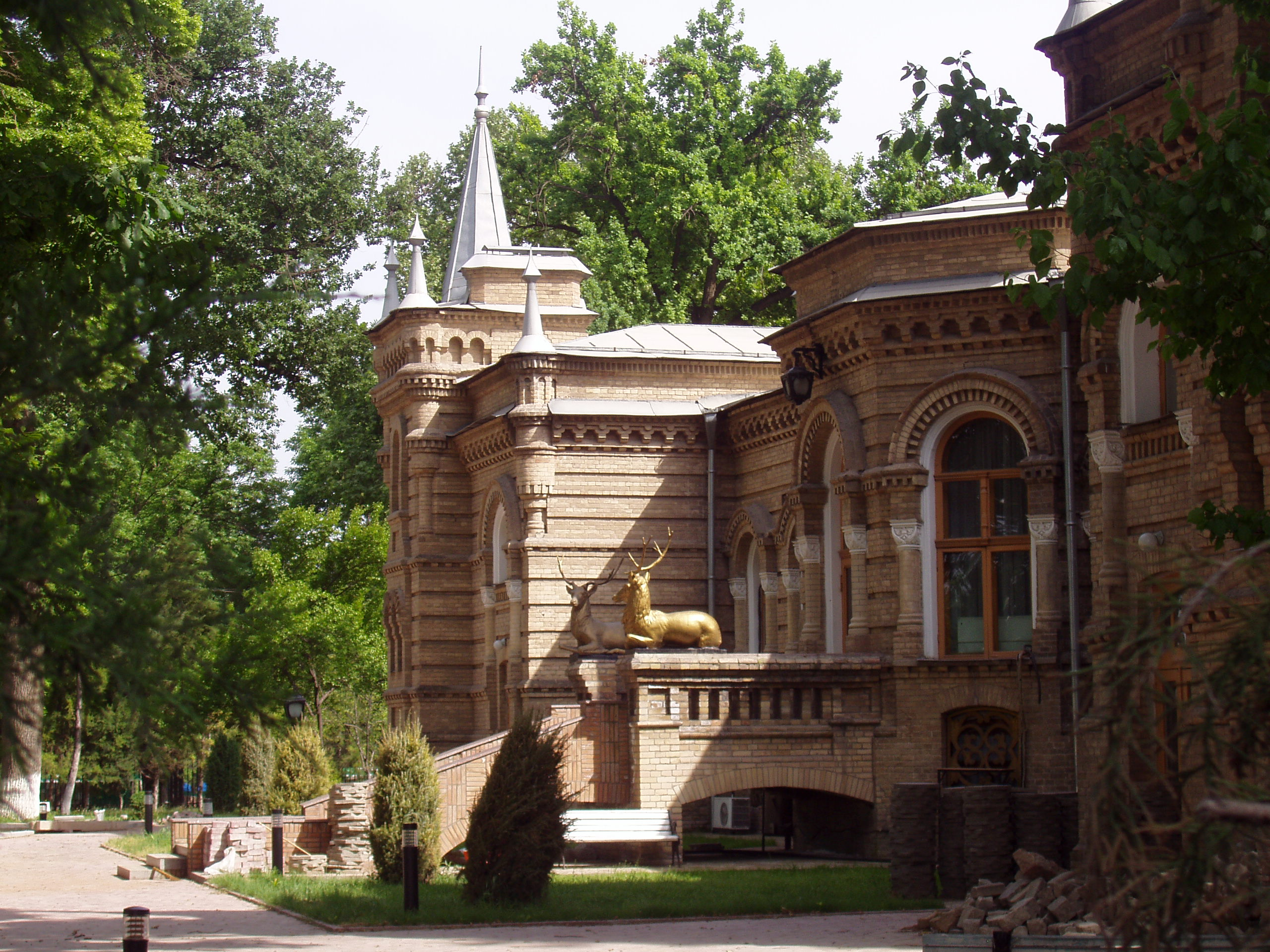
Palacio del Gran Duque Nicolás Constantínovich Romanov de Rusia, en Taskent (actual Salón de Recepciones del Ministerio de Asuntos Exteriores de Uzbekistán).

Si bien la investigación internacional no se realizó, el gobierno afirmó haber llevado a cabo investigaciones internas sobre los acontecimientos de mayo de 2005. Entre 2006 y 2008 se discutieron las técnicas de investigación y los resultados con los diplomáticos y otros representantes internacionales.
En mayo de 2009, un atacante suicida en la ciudad de Andiján y un asalto a un puesto fronterizo cerca de la ciudad de Khanabad (en la frontera con Kirguistán) llevó al gobierno uzbeko a cerrar temporalmente su frontera con Kirguistán y a bloquear algunas zonas del Valle de Ferghana.
A mediados de junio de 2010, hasta cien mil refugiados de la etnia uzbeka huyeron de Kirguistán a Uzbekistán tras los enfrentamientos étnicos en el sur de Kirguistán. El Gobierno de Uzbekistán trabajó en colaboración con organizaciones internacionales para proporcionar alimentos y albergue a los refugiados hasta que regresaron a finales de junio.
En el marco del referéndum de diciembre de 1995, el primer mandato de Karimov fue prorrogado. Otro referéndum nacional tuvo lugar el 27 de enero de 2002 para, de nuevo, prorrogar su mandato. El referéndum se aprobó y el mandato de Karimov fue extendido por una ley del Parlamento hasta diciembre de 2007.
La mayoría de observadores internacionales declinaron participar en el proceso y no reconocieron los resultados rechazándolos por no reunir los estándares básicos.

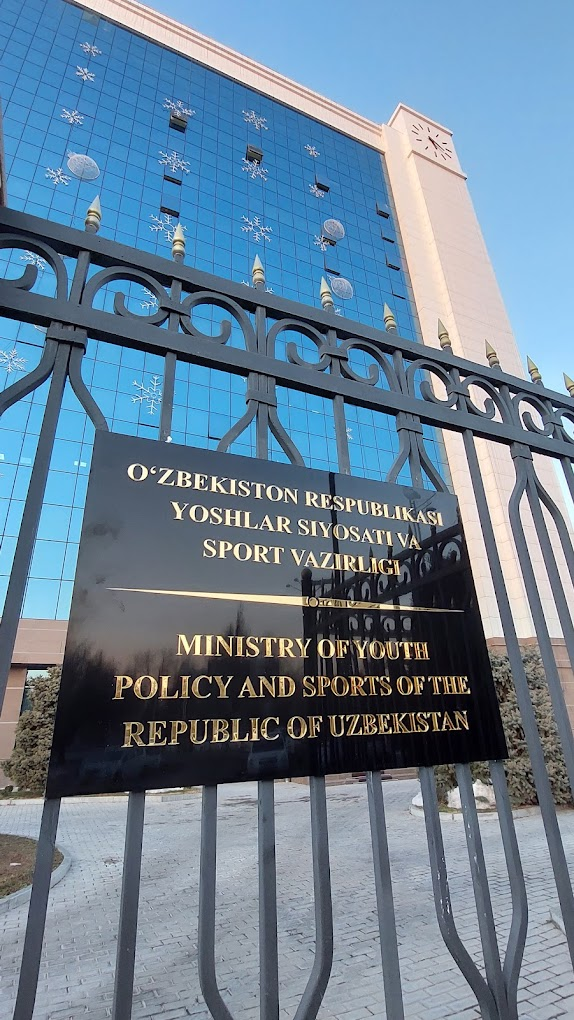
Ministerio de Juventud y Deporte de la República de Uzbekistán (Oʻzbekiston Respublikasi Yoshlar siyosati va sport vazirligi).

El referéndum de 2002 también incluía un plan para crear un Parlamento bicameral. El edificio que debe albergar dicho parlamento está en construcción. Las elecciones para el nuevo Parlamento bicameral tuvieron lugar el 26 de diciembre pero ningún candidato o partido opositor verdaderamente independiente tuvo la oportunidad de participar.[cita requerida] La misión de observación limitada de la OSCE concluyó que las elecciones apenas alcanzaron los estándares internacionales para unas elecciones democráticas.
Varios partidos políticos han sido formados con la aprobación del Gobierno pero no han mostrado todavía interés por defender alternativas a la política del gobierno. Similarmente, aunque se han establecido múltiples medios de comunicación (radio, TV, prensa), éstos también se encuentran bajo el control del gobierno y raramente tratan temas políticos.
Se permitió a los partidos políticos independientes su creación, el reclutamiento, y la posibilidad de celebrar convenciones y conferencias de prensa, pero se les ha negado la posibilidad de registro bajo unos procedimientos de registro restrictivos.
Uzbekistán es formalmente un aliado de Estados Unidos y acoge bases militares de este país desde que Estados Unidos invadió Afganistán, siendo la estabilidad de este país una de las preocupaciones principales en la región.

### Poder Ejecutivo
La República de Uzbekistán es una república constitucional semipresidencialista, según la cual el presidente de la República de Uzbekistán es el jefe de Estado y el primer ministro es el jefe de Gobierno.
El Gobierno de la República de Uzbekistán (en uzbeko: O'zbekiston Respublikasining Hukumati) ejerce el poder ejecutivo. Los miembros del Gobierno son el presidente de Uzbekistán, el primer ministro de Uzbekistán, los ministros y los viceministros. Tiene su base jurídica en la Constitución de Uzbekistán.
El Gobierno garantiza la orientación sobre el funcionamiento eficaz de la economía, el desarrollo social y cultural, la ejecución de las leyes y otras decisiones del Oliy Majlis, así como los decretos y resoluciones emitidos por el presidente de la República de Uzbekistán. El poder legislativo recae en las dos cámaras de la Asamblea Suprema, el Senado y la Cámara Legislativa. El poder judicial está compuesto por el Tribunal Supremo, el Tribunal Constitucional y el Tribunal Económico Superior.
El movimiento hacia la reforma económica en Uzbekistán no ha ido acompañado de un movimiento hacia la reforma política. Por el contrario, desde su independencia (1 de septiembre de 1991), el gobierno de Uzbekistán ha reforzado su control, reprimiendo cada vez más a los grupos de la oposición. Aunque los nombres han cambiado, las instituciones de gobierno siguen siendo similares a las que existían antes de la desintegración de la Unión Soviética. El gobierno ha justificado su restricción de las reuniones públicas, los partidos de la oposición y los medios de comunicación haciendo hincapié en la necesidad de estabilidad y un enfoque gradual del cambio durante el período de transición, citando el conflicto y el caos en las otras antiguas repúblicas (de forma más convincente, la vecina Tayikistán). Este enfoque ha encontrado credibilidad entre una gran parte de la población uzbeka, aunque esta postura puede no sostenerse a largo plazo.

A pesar de las apariencias de cambio institucional, en los primeros años de independencia hubo más resistencia que aceptación de los cambios institucionales necesarios para que la reforma democrática se afianzara. Cualquier movimiento inicial hacia la democracia que existiera en Uzbekistán en los primeros días de la independencia parece haber sido superado por la inercia del fuerte liderazgo centralizado de estilo soviético que aún persiste.

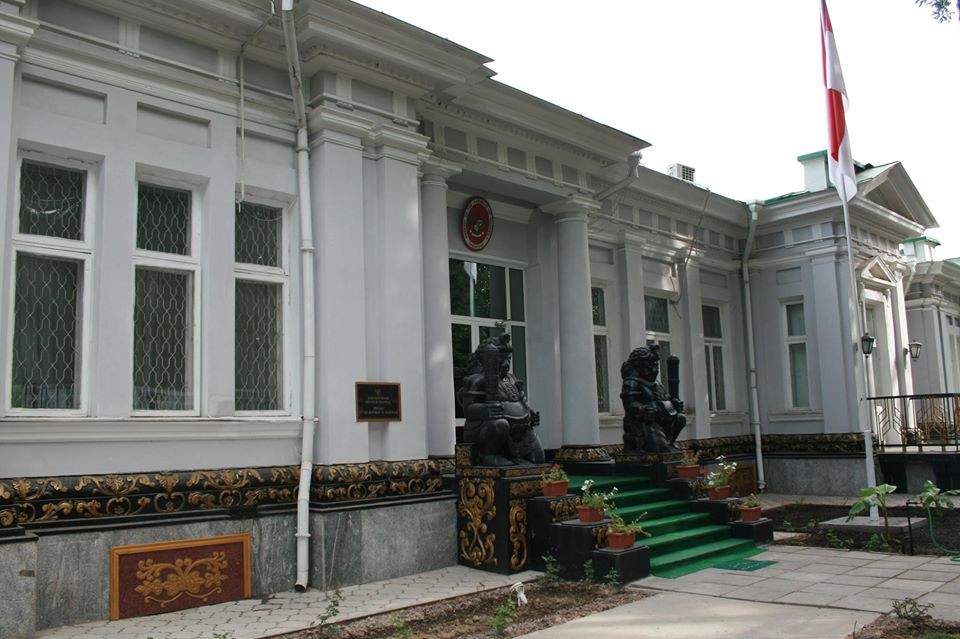
Embajada de Indonesia en Uzbekistán.

### Relaciones exteriores
Uzbekistán fue miembro de la Organización del Tratado de Seguridad Colectiva (OTSC), y es miembro actualmente de la Organización de Cooperación de Shanghái (OCS), la Comunidad de Estados Independientes (CEI), las Naciones Unidas, el Consejo de Asociación Euro-Atlántica, la Asociación para la Paz de la OTAN, la Organización para la Seguridad y la Cooperación en Europa (OSCE), la Organización de la Conferencia Islámica (OCI) y la Organización de Cooperación Económica, compuesta por los cinco países de Asia Central: Azerbaiyán, Turquía, Irán, Afganistán y Pakistán. En 1999, Uzbekistán se sumó a la alianza GUAM (Georgia, Ucrania, Azerbaiyán y Moldavia), que se formó en 1997 (lo que lo convierte GUUAM), pero se retiró oficialmente en 2005. Uzbekistán ha servido como anfitriona de las reuniones para la sede regional del mando Antiterrorista (RATS) de la Organización de Cooperación de Shanghái (OSC), cuyas reuniones se celebraron en la ciudad de Taskent. En 2006, Uzbekistán se unió a la Comunidad Económica Euroasiática (CEEA), integrada por Bielorrusia, Kazajistán, Kirguistán, Rusia y Tayikistán, pero también se retiró en 2008.
Uzbekistán participó en la fuerza de mantenimiento de la paz de la CEI en Tayikistán y en grupos organizados por Naciones Unidas para ayudar a resolver los conflictos entre Tayikistán y Afganistán, dos de los cuales lo vieron como una amenaza a su propia estabilidad. Uzbekistán es un partidario de los esfuerzos de los Estados Unidos en su lucha contra el terrorismo en todo el mundo y se unió a la coalición de lucha contra el terrorismo en Afganistán. En su territorio se sigue prestando apoyo a operaciones de la coalición antiterrorista que opera en Afganistán, al permitir el envío de mercancías no letales por ferrocarril a través de Afganistán y por la concesión de acceso a Alemania a una base aérea en el sur de Uzbekistán. Uzbekistán ha participado activamente en los esfuerzos regionales para combatir el terrorismo y el narcotráfico.

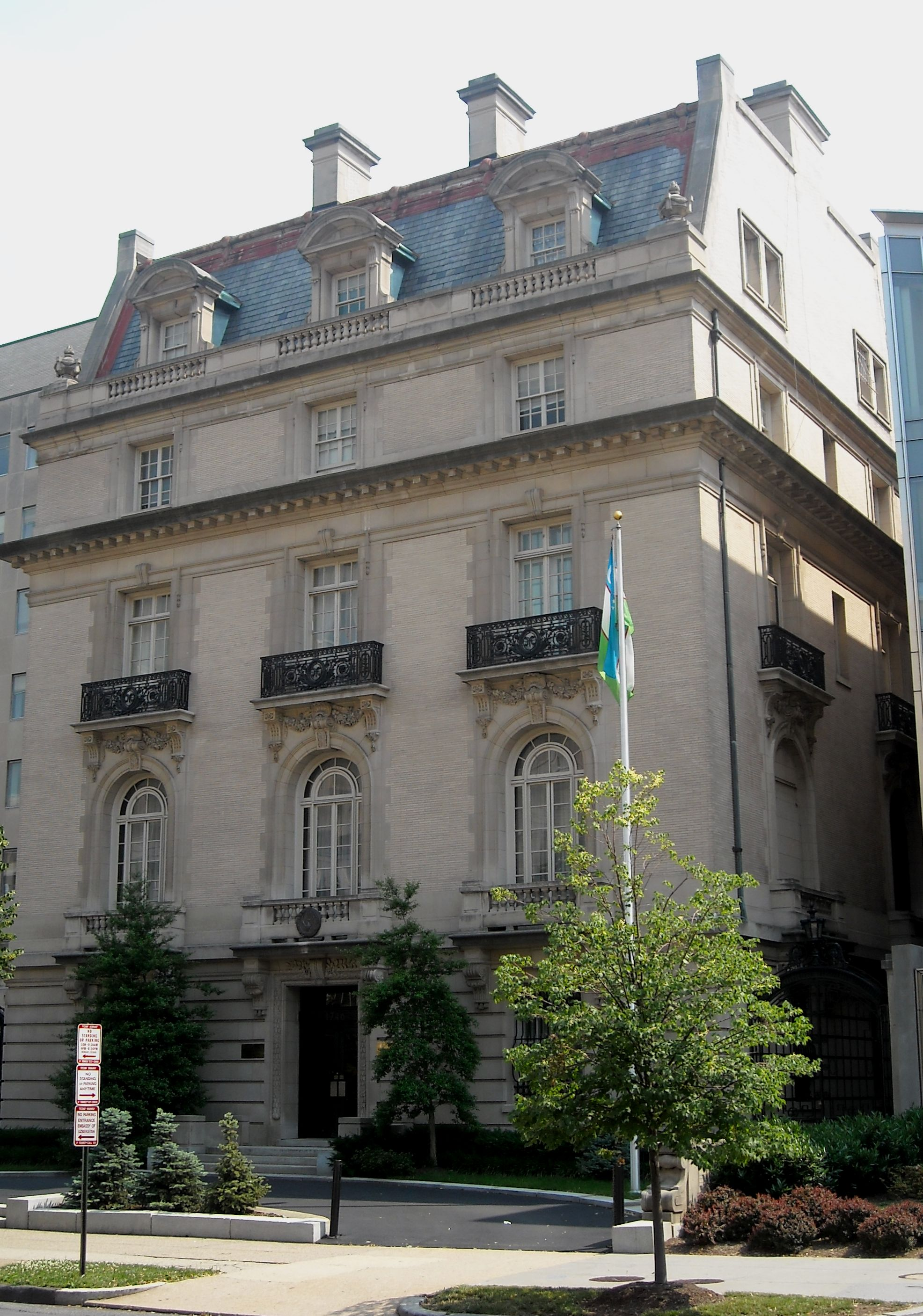
Embajada de Uzbekistán en Estados Unidos.

#### Relaciones entre Estados Unidos y Uzbekistán
Los Estados Unidos reconocieron la independencia de Uzbekistán el 25 de diciembre de 1991, y en marzo de 1992 abrieron su embajada en Taskent. Desde entonces, la política de Estados Unidos se ha enfocado a apoyar el desarrollo de Uzbekistán como un país independiente, soberano, con instituciones democráticas arraigadas en el marco de un Estado de Derecho. Estados Unidos y Uzbekistán colaboraron estrechamente en los hechos siguientes a los ataques terroristas del 11 de septiembre de 2001, así como en el inicio de la guerra contra el movimiento Talibán en Afganistán.
Sin embargo, las relaciones se enfriaron después de que las demandas europeas y de Estados Unidos para una investigación internacional independiente sobre los actos de violencia por parte de tropas estatales en las protestas de Andiján de mayo de 2005 y sobre cómo el Gobierno de Uzbekistán las trató, al negar cualquier hecho de parte de sus estamentos del orden, y a pesar de lo observado por medios de prensa externos. A partir de dichos actos, se han deteriorado las antes cordiales relaciones. Uzbekistán ha limitado el acceso al paso fronterizo con Afganistán, gesto del actual serio distanciamiento entre ambas naciones. También ha tratado de limitar la influencia de Estados Unidos y otras organizaciones no gubernamentales extranjeras que trabajan en la sociedad civil y que exigen una serie de reformas políticas al gobierno, que según medios internacionales es autoritario, así como la demanda de mostrar con hechos el tratamiento a los derechos humanos en el interior del país, que según informes de periodistas extranjeros, hacen dudar de la legitimidad del gobierno.
Desde mediados de 2007, Estados Unidos y Uzbekistán han comenzado a reconstruir la cooperación en cuestiones de interés mutuo, incluida la seguridad y las relaciones económicas, así como cuestiones de la sociedad política y civil. Uzbekistán cuenta con la mayor población de Asia Central y es importante para los propios intereses de Estados Unidos en la región.

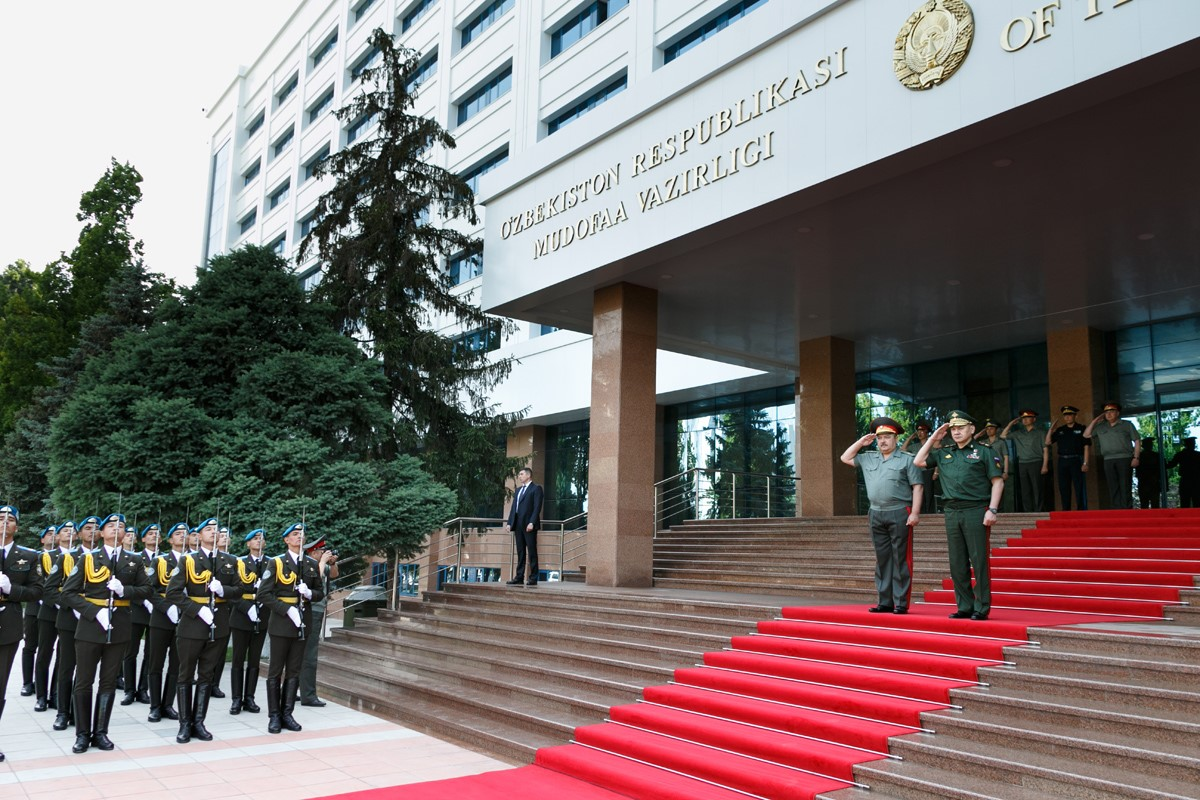
Ministerio de Defensa de Uzbekistán.

### Defensa
Uzbekistán cuenta con la mayor fuerza militar en la región de Asia Central, que tiene alrededor de 65 000 personas en servicio. Su estructura es heredada de las fuerzas armadas soviéticas. El gobierno ha aceptado las obligaciones de control de armas de la antigua Unión Soviética, se adhirieron al Tratado de No Proliferación (como un estado no nuclear), y ha apoyado un programa activo de los Estados Unidos Agencia de Defensa de Reducción de Amenazas (DTRA) de desmilitarizar y limpieza de armamentos de la masa de instalaciones relacionadas con la destrucción-en el oeste de Uzbekistán (Nukus y Vozrozhdeniye Isla), así como para proteger contra la proliferación de materiales radiológicos través de sus fronteras. El Gobierno de Uzbekistán gasta alrededor de 2 % del PIB en el ejército (estimación de 2005).
A partir de la década de 1990 hasta el año 2004, el gobierno de Uzbekistán recibió Financiamiento Militar Extranjero (FMF), Internacional de Educación y Entrenamiento Militar (IMET) y otros fondos de asistencia de seguridad. A partir de 2004, se paralizaron los nuevos FMF y la ayuda a Uzbekistán IMET, porque el gobierno estadounidense no pudo certificar que el Gobierno de Uzbekistán estaba progresando en el cumplimiento de sus compromisos, incluido el respeto a los derechos humanos y la reforma económica en el marco del Acuerdo Marco Estratégico US-Uzbekistán.

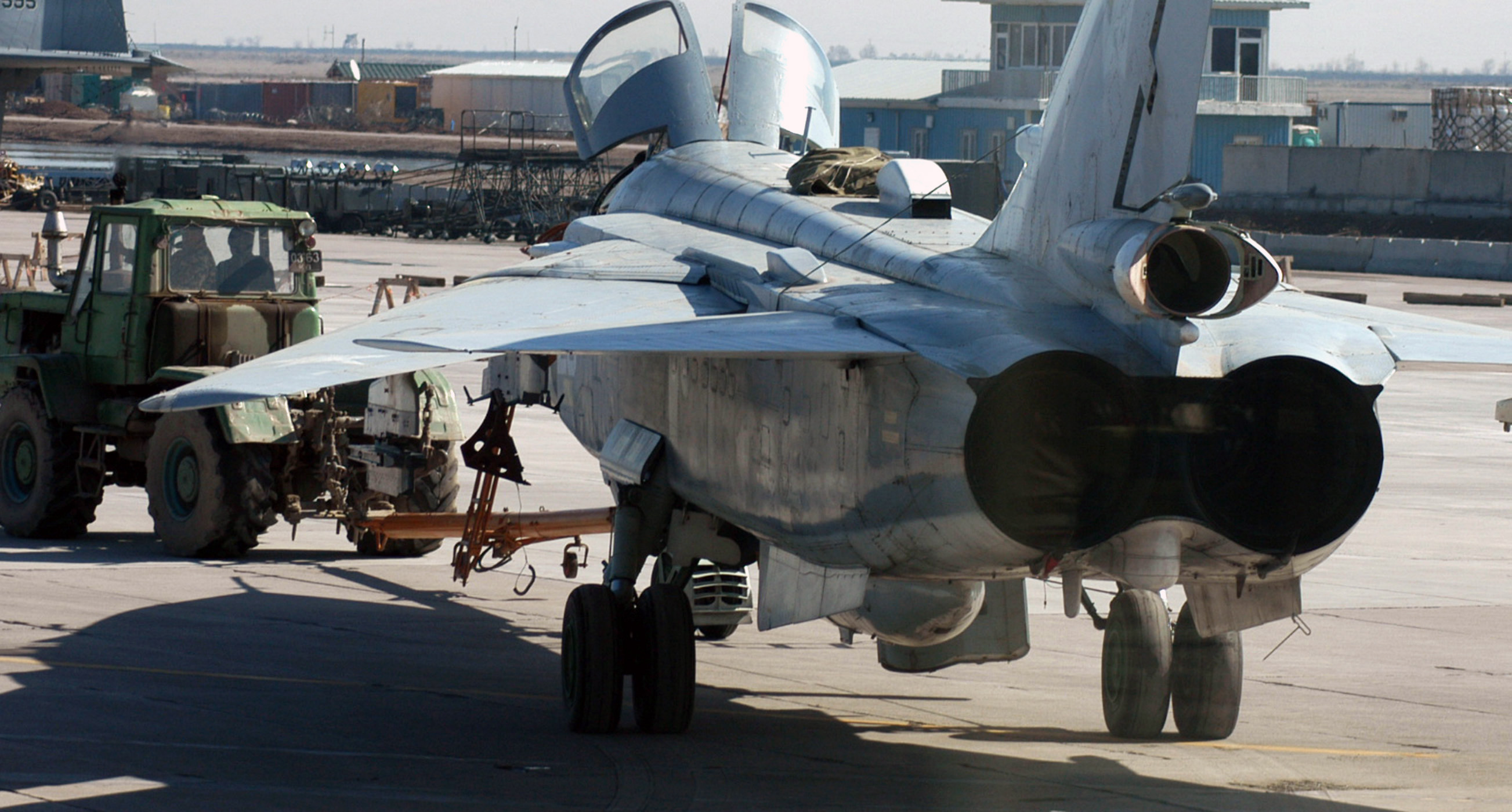
Un caza Sukhoi Su-24 de la Fuerza Aérea de Uzbekistán.

Tras los atentados terroristas del 11 de septiembre de 2001 en Estados Unidos, el Gobierno uzbeko, a petición de Estados Unidos, autorizó el estacionamiento de la Fuerza Aérea estadounidense en el aeropuerto de Karshi-Khanabad, en el sur de Uzbekistán. Posteriormente, esta base desempeñó un papel importante en el reconocimiento y los ataques contra combatientes de Al Qaeda en Afganistán. Después de que el gobierno estadounidense condenara los atentados de mayo de 2005 en la ciudad de Andijon, en los que murieron más de cuatrocientos civiles, se ordenó a las tropas estadounidenses que desalojaran la base aérea en un plazo de ciento ochenta días. Las últimas tropas estadounidenses abandonaron Uzbekistán en noviembre de 2005.
Desde un decreto del presidente Karimov de noviembre de 2008, la conscripción para el servicio militar básico de un año sólo tiene lugar una vez al año. Además, se introdujo un servicio de reclutamiento para una reserva de movilización.

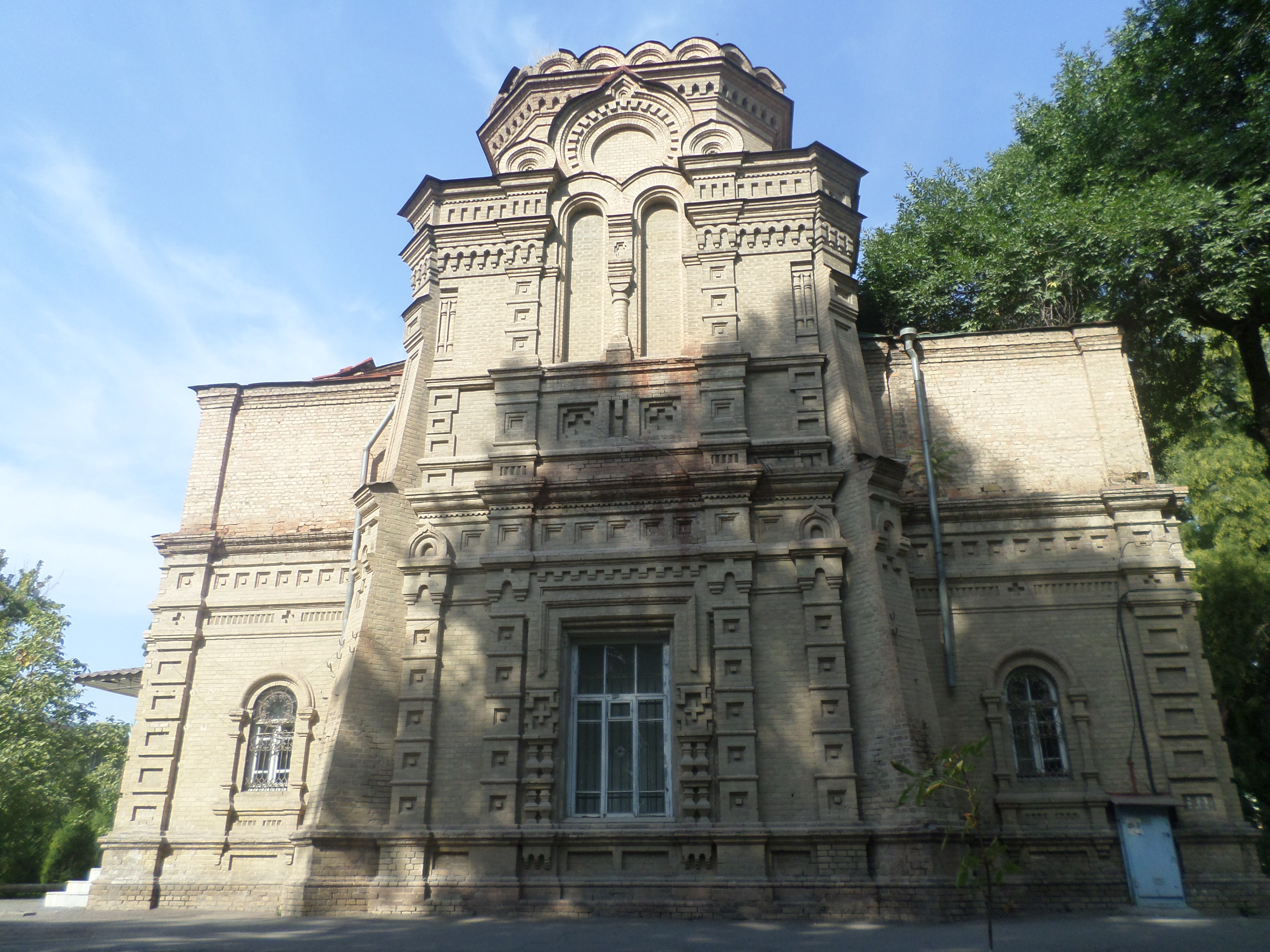
La Antigua Iglesia de la intercesión de la Virgen María es ahora la sede del Cuerpo de Cadetes de Taskent.

Entre 2002 y 2015, alrededor de cien soldados de la Bundeswehr estuvieron destinados en Uzbekistán. Los alemanes utilizaron la base de Termiz, a quinientos kilómetros al sur de Taskent, para abastecer a la Fuerza Internacional de Asistencia para la Seguridad en Afganistán (ISAF).
La milicia uzbeka, nombre que recibe la policía en algunos Estados de la antigua Unión Soviética, es famosa por la corrupción rampante en sus filas. Por ello, tiene mala reputación entre gran parte de la población. En las carreteras rurales y en las que conducen a las ciudades se instalan puestos de control a intervalos regulares. Los transeúntes tienen que pasar lentamente por estos puestos de control y a veces se les detiene para una inspección más minuciosa. A menudo se registran las matrículas de los coches, lo que permite controlar a la población. En las ciudades más grandes, los milicianos también se sitúan al borde de la carretera, normalmente cada doscientos o quinientos metros. La ya fuerte presencia de la milicia se amplió aún más a raíz de los disturbios de mayo de 2005.

### Derechos humanos

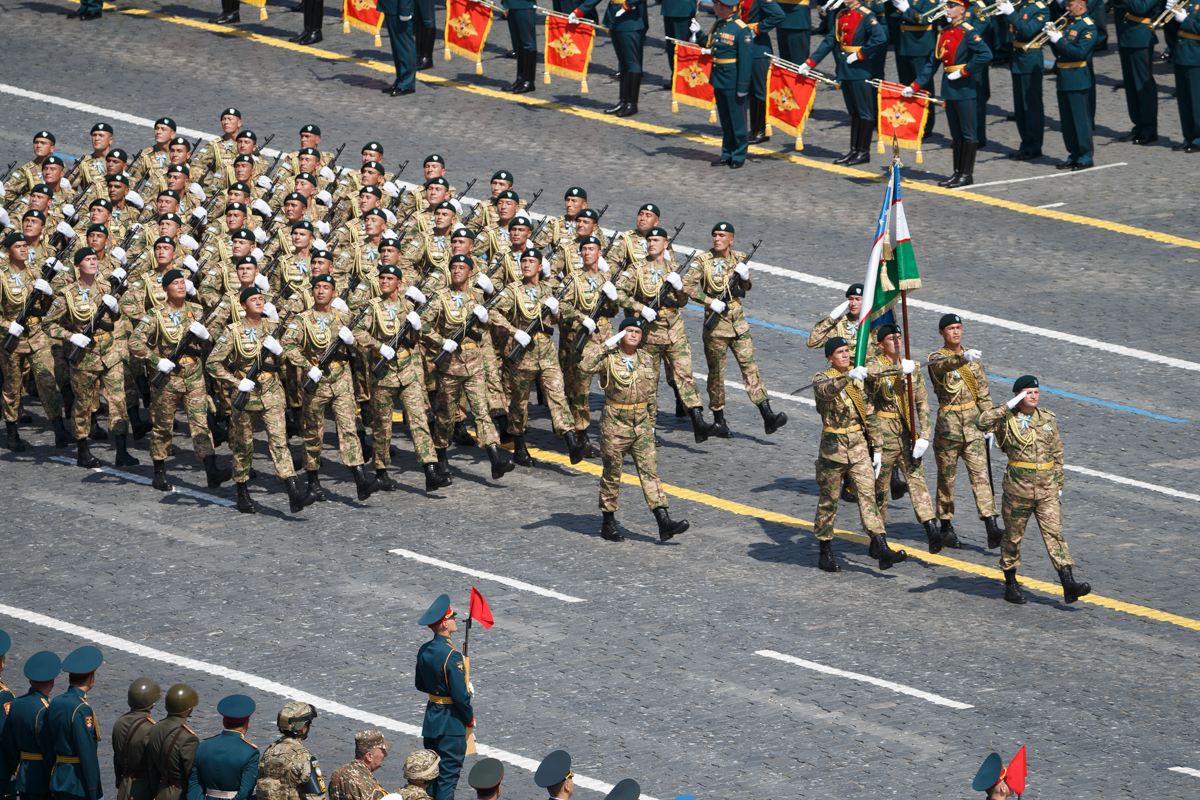
Efectivos militares de Uzbekistán en un desfile militar.

En Uzbekistán no existe una oposición política significativa. Cinco partidos políticos progubernamentales tienen todos los asientos en el parlamento y los partidos políticos independientes han sido efectivamente suprimidos desde principios de 1990. Existen múltiples medios de comunicación independientes y gubernamentales (radio, televisión, prensa) pero la autocensura es la norma. Los editores y periodistas que han abordado temas políticamente sensibles han experimentado habitualmente repercusiones, incluyendo la pérdida de empleo.
Desde 1991, muchos destacados opositores al gobierno han huido y otros han sido detenidos. El gobierno reprime severamente a los sospechosos de extremismo islámico, incluyendo a los sospechosos de afiliación a organizaciones tales como el proscrito y extremista Partido de Liberación Islámica (Hizb ut-Tahrir) o la más moderada Nurchilar (seguidores de Said Nursi de Turquía). Miles de extremistas sospechosos han sido encarcelados desde 1992. El número exacto de presos actuales se desconoce, pero pueden ser varios miles. Un gran número de prisioneros ha muerto por enfermedades, condiciones de pobreza, malos tratos y abuso. Al parecer, los presos políticos y extremistas sospechosos son tratados peor que los presos comunes.

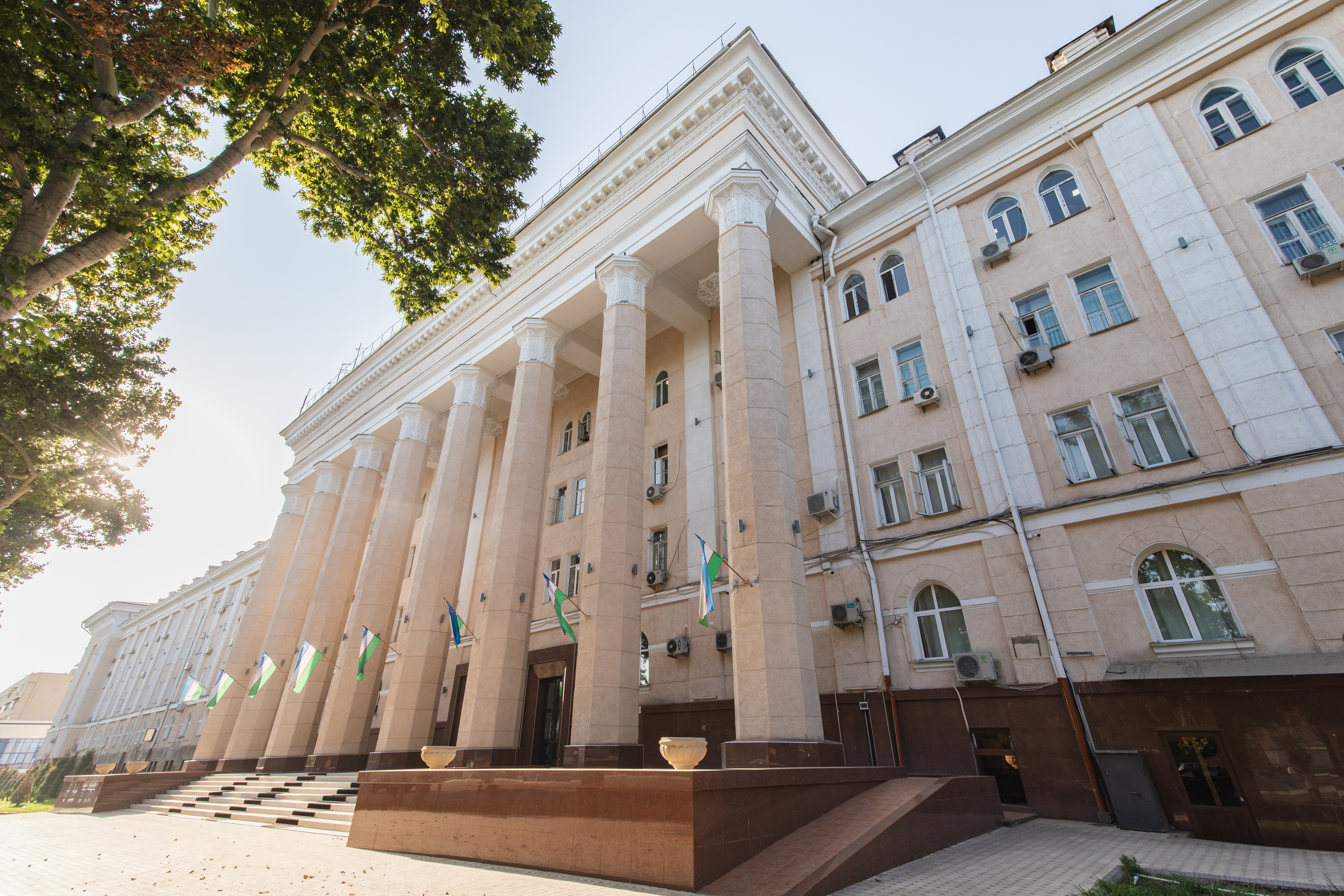
Agencia de Información y Comunicación de Uzbekistán.

La policía y los servicios de inteligencia han utilizado la tortura como técnica de investigación rutinaria. En mayo de 2003, tras la visita del Relator Especial de la ONU sobre la Tortura, el Gobierno de Uzbekistán elaboró un plan de acción para aplicar las recomendaciones del Relator. El gobierno comenzó a adoptar una serie de disposiciones del plan y desde entonces ha reiniciado la cooperación con las organizaciones internacionales que participan en la vigilancia de la cárcel. No obstante, y según las denuncias que continúan, las condiciones de reclusión y la prevalencia de la tortura hoy en día son muy amplias. A pesar de ello, Uzbekistán abolió la pena de muerte en enero de 2008 y en febrero de 2009 se convirtió en signatario de la Convención de la ONU sobre los Derechos de las Personas con Discapacidad.

### Elecciones
Uzbekistán elige a nivel nacional un jefe de Estado —el presidente— y un poder legislativo. El presidente es elegido por el pueblo para un mandato de cinco años. La Asamblea Suprema (Oliy Majlis) tiene ciento cincuenta miembros en la Cámara Legislativa, elegidos para un mandato de cinco años, y cien miembros en el Senado; ochenta y cuatro miembros elegidos en las sesiones de diputados de distrito, regionales y municipales, y dieciséis miembros nombrados por el presidente. La mayoría de los partidos están excluidos. Uzbekistán es un Estado dominado por los partidarios de un jefe de Estado: el presidente. Los partidos de la oposición están autorizados, pero se considera que no tienen posibilidades reales de alcanzar el poder.

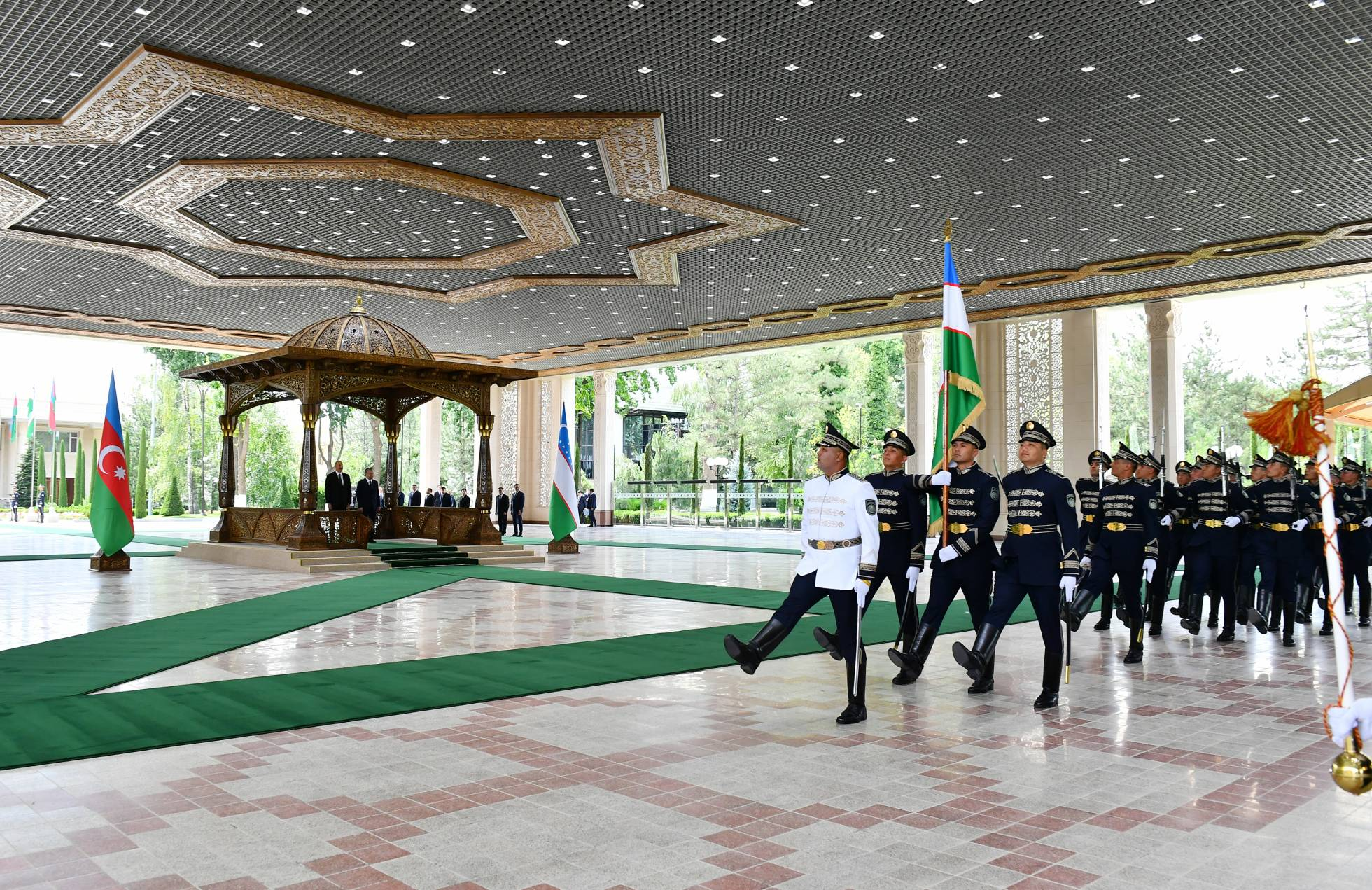
Palacio Presidencial de Kuksaroy.

Uzbekistán tenía la edad electoral más alta del mundo, veinticinco años. Desde entonces, se ha reducido a dieciocho años, en consonancia con las normas internacionales.
Poco después del cierre de las urnas, varios medios de comunicación internacionales ya daban por ganada la carrera para el actual presidente, Shavkat Mirziyoyev, antes de que se anunciaran los resultados oficiales. Al día siguiente, el 25 de octubre de 2021, la Comisión Electoral Central publicó sus resultados preliminares, confirmando la victoria de Mirziyoyev con el 80.1 % de los votos, una cifra inferior a la de las anteriores elecciones presidenciales de 2016. Eurasianet la describió como «parte del intento de las autoridades de pintar un cuadro de floreciente pluralismo político». Según Kristian Lasslett, profesor de la Universidad de Úlster, se trataba de una «concesión coreografiada a la pluralidad» que daría a los partidarios extranjeros más justificaciones para comprometerse con el Gobierno uzbeko señalando «cambios positivos» en relación con la reducida participación de Mirziyoyev.
Euronews informó erróneamente que Mirziyoyev había obtenido cerca del 90 % de los votos en lugar del 80 % oficial, a lo que la CEC respondió negando los informes de la agencia, añadiendo que los resultados definitivos se anunciarían antes de finales de octubre, ya que el artículo 97 del Código Electoral exige que la comisión no tarde más de diez días tras las elecciones en validarlos por completo.

## Organización político-administrativa
Uzbekistán está dividido en doce provincias (vilotayi), una ciudad (shahri) y una república autónoma (respublikasi):
1. Ciudad de Taskent (Taskent).
2. Provincia de Andijon (Andijon).
3. Provincia de Bujará (Bujará).
4. Provincia de Ferganá (Ferganá).
5. Provincia de Yizaj (Yizaj).
6. Provincia de Namangán (Namangán).
7. Provincia de Navoi (Navoi).
8. Provincia de Kashkadar (Qarshi).

Organización político-administrativa de Uzbekistán.

9. Provincia de Samarcanda (Samarcanda).
10. Provincia de Sir Daria (Guliston).
11. Provincia de Surjandarín (Termez).
12. Provincia de Taskent (Taskent).
13. Provincia de Corasmia (Urganch).
14. República Autónoma de Karakalpakia (Nukus).

## Geografía

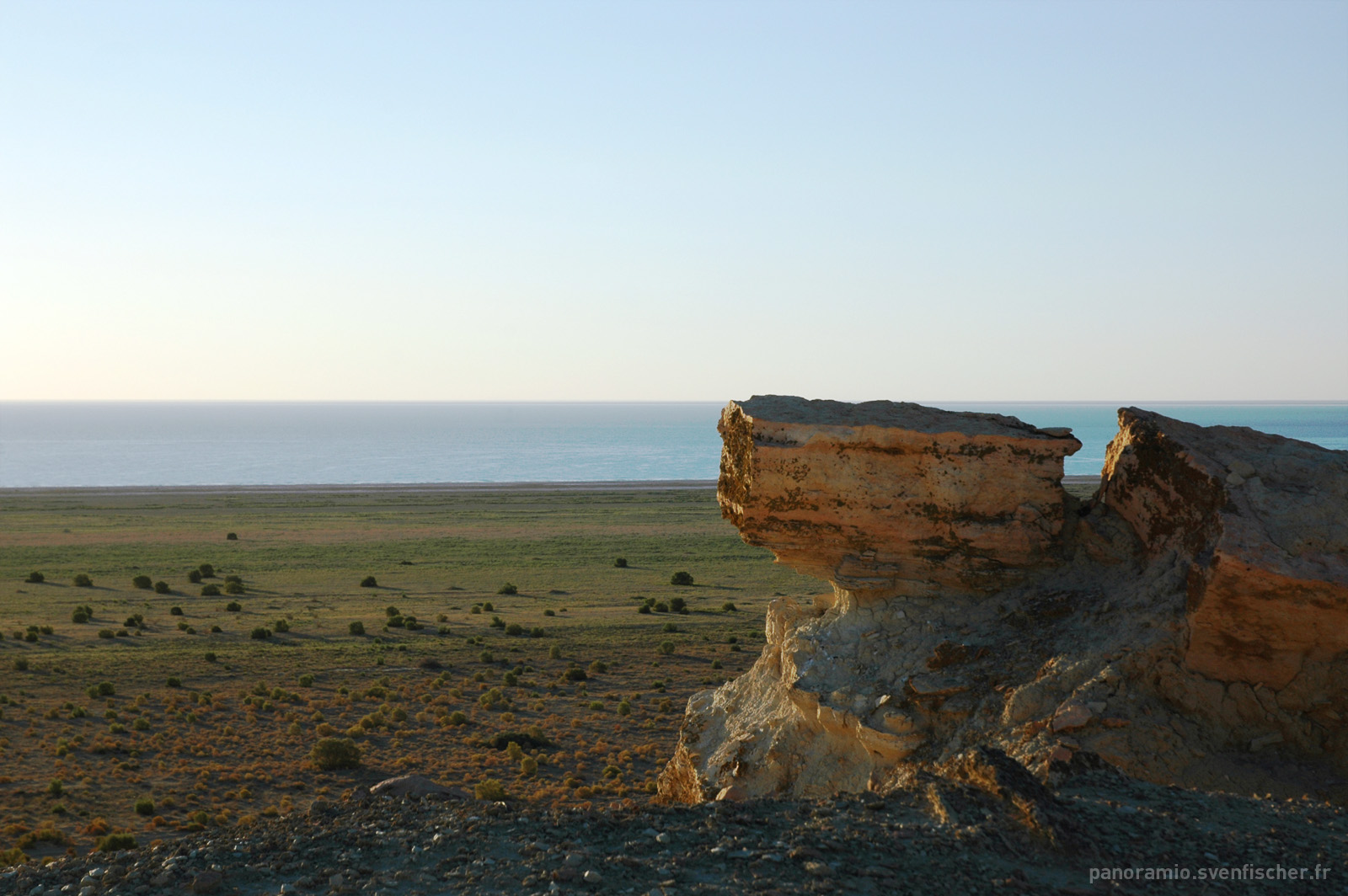
Paisaje en la República Autónoma de Karakalpakistán.

Uzbekistán cubre 447 400 km², una superficie similar a la de Marruecos o Suecia. Se extiende 1425 km de este a oeste y 930 km de norte a sur. Limita con Kazajistán al norte, con Kirguistán al este, con Tayikistán al sureste, con Turkmenistán al suroeste y con Afganistán al sur.
| Noroeste: Kazajistán   | Norte: Kazajistán | Nordeste: Kirguistán |
| Oeste: Kazajistán      |                   | Este: Kirguistán     |
| Suroeste: Turkmenistán | Sur: Afganistán   | Sureste: Tayikistán  |

El desierto de Kyzyl Kum, que también comprende a Kazajistán, ocupa gran parte de las planicies en el norte y centro de Uzbekistán. Al este de Kyzyl Kum se encuentra el valle de Ferganá, un área fértil donde se concentra la producción agrícola. Al este, sur y norte del valle de Fergana comienzan las cordilleras que separan a Asia Central de China. En el poniente del país se extiende la planicie Ustyurt, una región desértica habitada por grupos nómadas pastores. Los dos ríos principales del país son el Sir Daria y el Amu Daria, cuyo uso intensivo para irrigar los cultivos ha contribuido a la desecación del mar de Aral.
Uzbekistán no posee costas oceánicas, ni acceso directo al mar, pero sí a mares de interior (mar Aral).

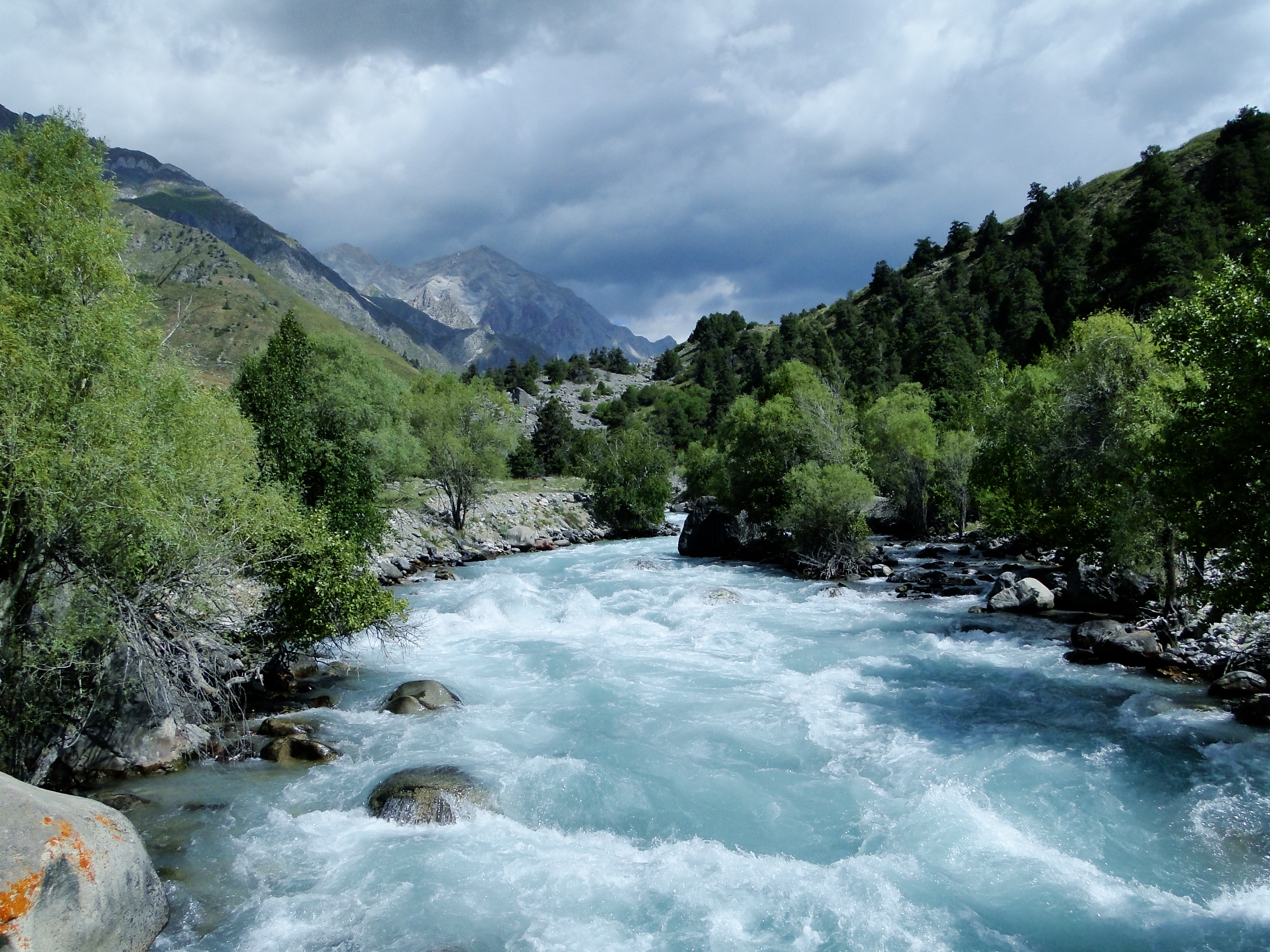
El Pskem o Piskom en uzbeko, es un río de la región de Taskent en Uzbekistán en las montañas del mismo nombre.

### Hidrografía
Los dos afluentes más importantes del Mar de Aral y los mayores ríos de Asia Central, el Amudarya (en uzbeko. Amudaryo) con una longitud de 2539 km y el Syrdarya (en uzbeko. Sirdaryo) con una longitud de 2212 km, fluyen a través de Uzbekistán. Sin embargo, sólo una parte del curso de ambos ríos se encuentra en Uzbekistán.
La cabecera del Amudarya, llamado Oxus en la antigüedad, de donde procede el término clásico Transoxania, nace fuera de Uzbekistán, en los Pamires, que pertenecen a Tayikistán y Afganistán. En su curso medio, el Amudarya forma primero la frontera uzbeko-afgana y luego corre paralelo a la frontera de Uzbekistán con Turkmenistán, que, sin embargo, sólo sigue directamente al río en un tramo. Su estuario pertenece por completo a Uzbekistán.
La cabecera del Syrdarja nace en el Tian Shan, que pertenece a Kirguistán. En su curso medio, el Syrdarja atraviesa la parte del valle del Ferghana perteneciente a Uzbekistán, luego fluye sobre el territorio de Tayikistán, al suroeste de Taskent de nuevo por un tramo a través de Uzbekistán, mientras que su curso inferior pertenece a Kazajistán.
Otros ríos importantes son el Surxondaryo (Surchundarya), afluente derecho del Amudarya, el Qashqadaryo (Kashkadarya), que llega hasta el oasis de Qarshi (Qarshi), y el Zarafshon (Serafshan), que riega los oasis de Samarcanda (Samarcanda) y Buxoro (Bujará) y desemboca finalmente en el desierto al suroeste de Bujará sin llegar al Amudarya.

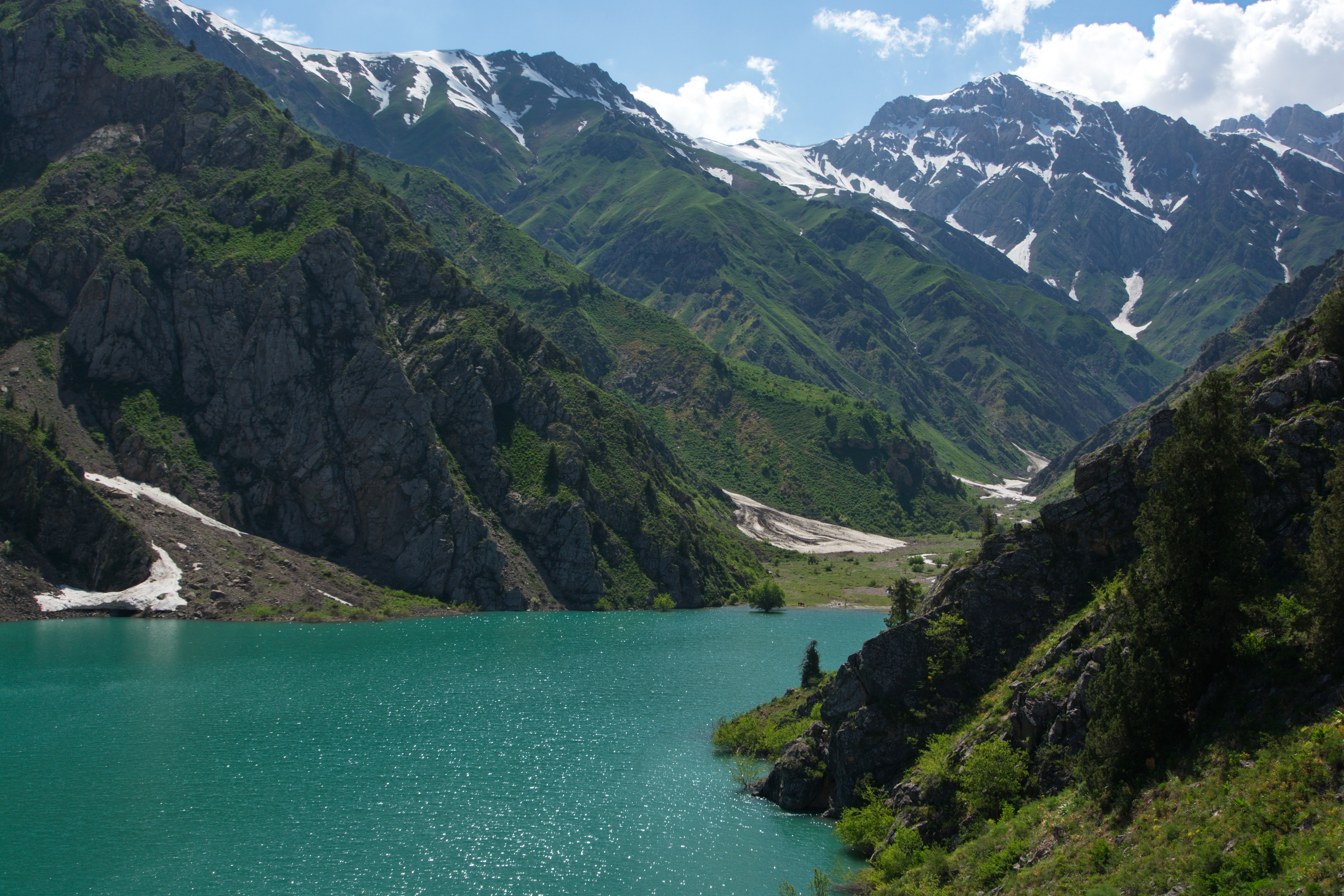
El lago Urungach en Uzbekistán.

Los principales canales de riego son el Gran Canal de Ferghana, el del Norte y el del Sur.
Los mayores lagos del país, sólo algunos de los cuales se encuentran íntegramente en Uzbekistán, son el lago Aibugir, el lago Sarykamysh (Sariqamish koʻli), el lago Aydar y el embalse artificial de Talimarjan, además del mar de Aral occidental (Gʻarb orol dengizi).

### Cuestiones medioambientales
A pesar del rico y variado entorno natural de Uzbekistán, décadas de negligencia medioambiental en la Unión Soviética se han combinado con políticas económicas sesgadas en el sur soviético para hacer de Uzbekistán una de las crisis medioambientales más graves de la CEI. El uso intensivo de productos agroquímicos, el desvío de enormes cantidades de agua de riego de los dos ríos que alimentan la región y la falta crónica de plantas de tratamiento de aguas son algunos de los factores que han causado problemas sanitarios y medioambientales a enorme escala.

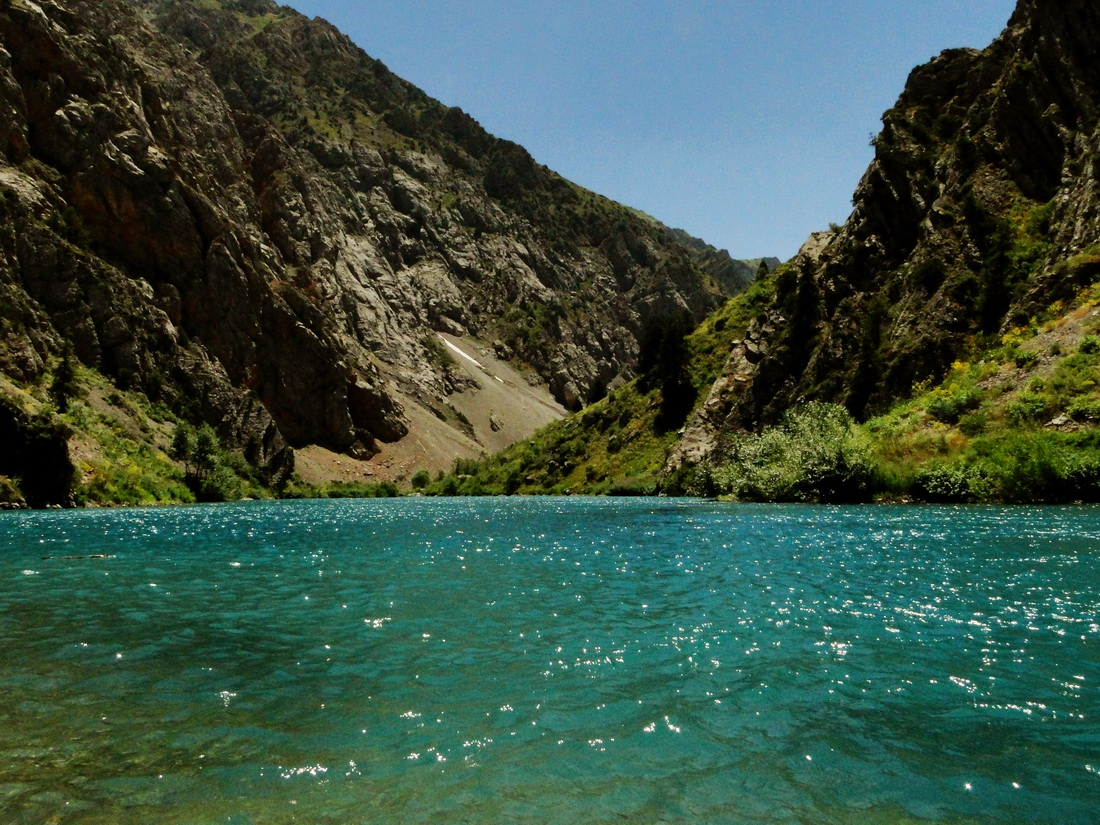
Lago Sarykam, Uzbekistán.

El mejor ejemplo de la devastación medioambiental en Uzbekistán es la catástrofe del mar de Aral. Debido al desvío de los ríos Amu Darya y Syr Darya para el cultivo de algodón y otros fines, el que fuera el cuarto mar interior más grande del mundo se ha reducido en los últimos treinta años a sólo un tercio de su volumen de 1960 y a menos de la mitad de su tamaño geográfico de 1960. La desecación y salinización del lago han provocado extensas tormentas de sal y polvo procedentes del fondo desecado del mar, causando estragos en la agricultura, en los ecosistemas de la región y en la salud de la población.
La desertificación ha provocado la pérdida a gran escala de vida vegetal y animal, la pérdida de tierras cultivables, el cambio de las condiciones climáticas, el agotamiento de los rendimientos de las tierras cultivadas que quedan y la destrucción de monumentos históricos y culturales. Según los informes, cada año muchas toneladas de sales son transportadas hasta ochocientos kilómetros de distancia. Los expertos regionales afirman que las tormentas de sal y polvo del mar de Aral han elevado el nivel de partículas en la atmósfera terrestre en más de un 5 %, lo que afecta gravemente al cambio climático global.
Sin embargo, la catástrofe del mar de Aral es sólo el indicador más visible del deterioro medioambiental. El enfoque soviético de la gestión medioambiental conllevó décadas de mala gestión del agua y falta de instalaciones de tratamiento del agua o de las aguas residuales; un uso desmesurado de pesticidas, herbicidas, defoliantes y fertilizantes en los campos; y la construcción de empresas industriales sin tener en cuenta el impacto humano o medioambiental. Estas políticas plantean enormes retos medioambientales en todo Uzbekistán.

## Economía

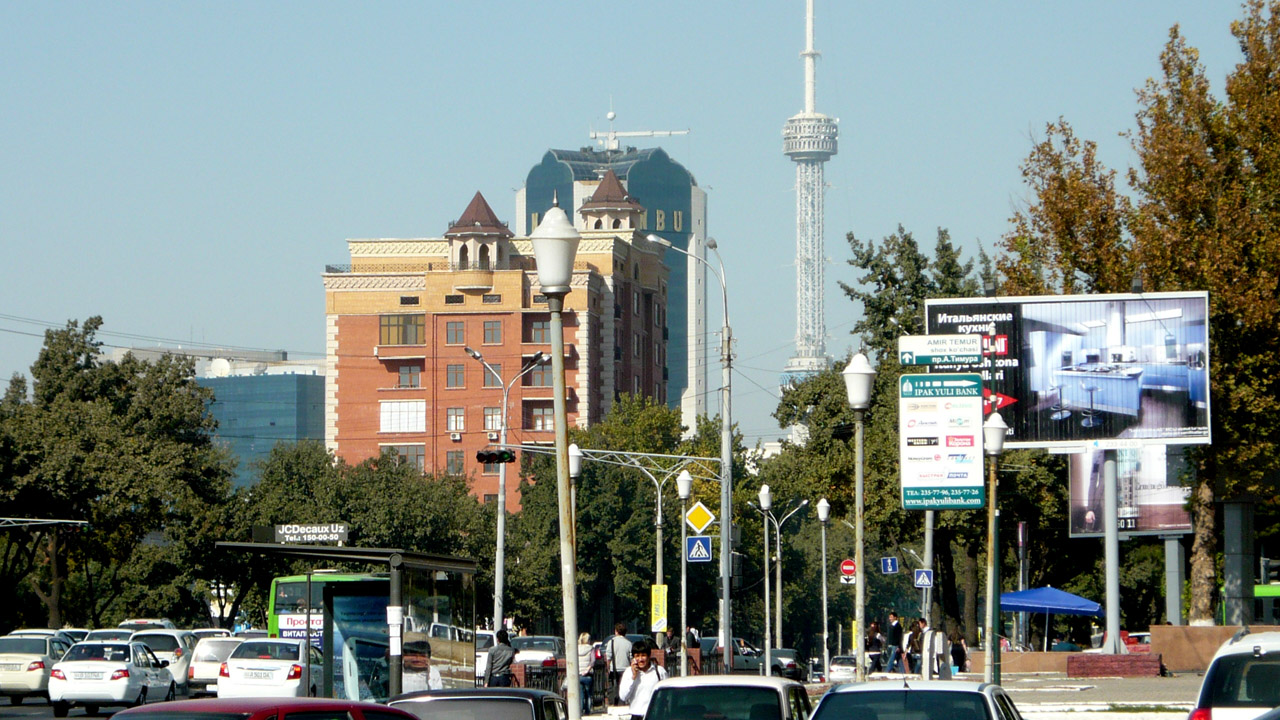
Centro de Taskent, capital de Uzbekistán.

Desde la independencia, el gobierno ha seguido una política de transición gradual hacia una economía de libre mercado, pero la mayoría de las grandes empresas siguen siendo de propiedad estatal o controladas. La economía se basa principalmente en la producción agrícola y la extracción de recursos naturales del subsuelo. Uzbekistán es un importante productor y exportador de algodón, pero el gas natural le ha reemplazado como la fuente principal de divisas. También es un importante exportador de oro, uranio y minerales estratégicos. El uranio es el mayor producto de exportación de Uzbekistán, que se vende principalmente a Estados Unidos. Actualmente, cursan procesos de reinstalación de la industria pesada y ligera, con la apertura de fábricas de alimentos procesados, productos electrónicos, y sobre todo en el sector de la industria del automóvil, dirigida principalmente a la exportación a Rusia.
Es difícil estimar con precisión el crecimiento económico en Uzbekistán debido a las poco fiables estadísticas oficiales. Según el gobierno central, el crecimiento ha sido fuerte en los últimos años, pero la riqueza está estrictamente en manos de la élite gubernamental. Según el Banco Mundial, aproximadamente el 25 % de los uzbekos viven en o por debajo del umbral de pobreza.

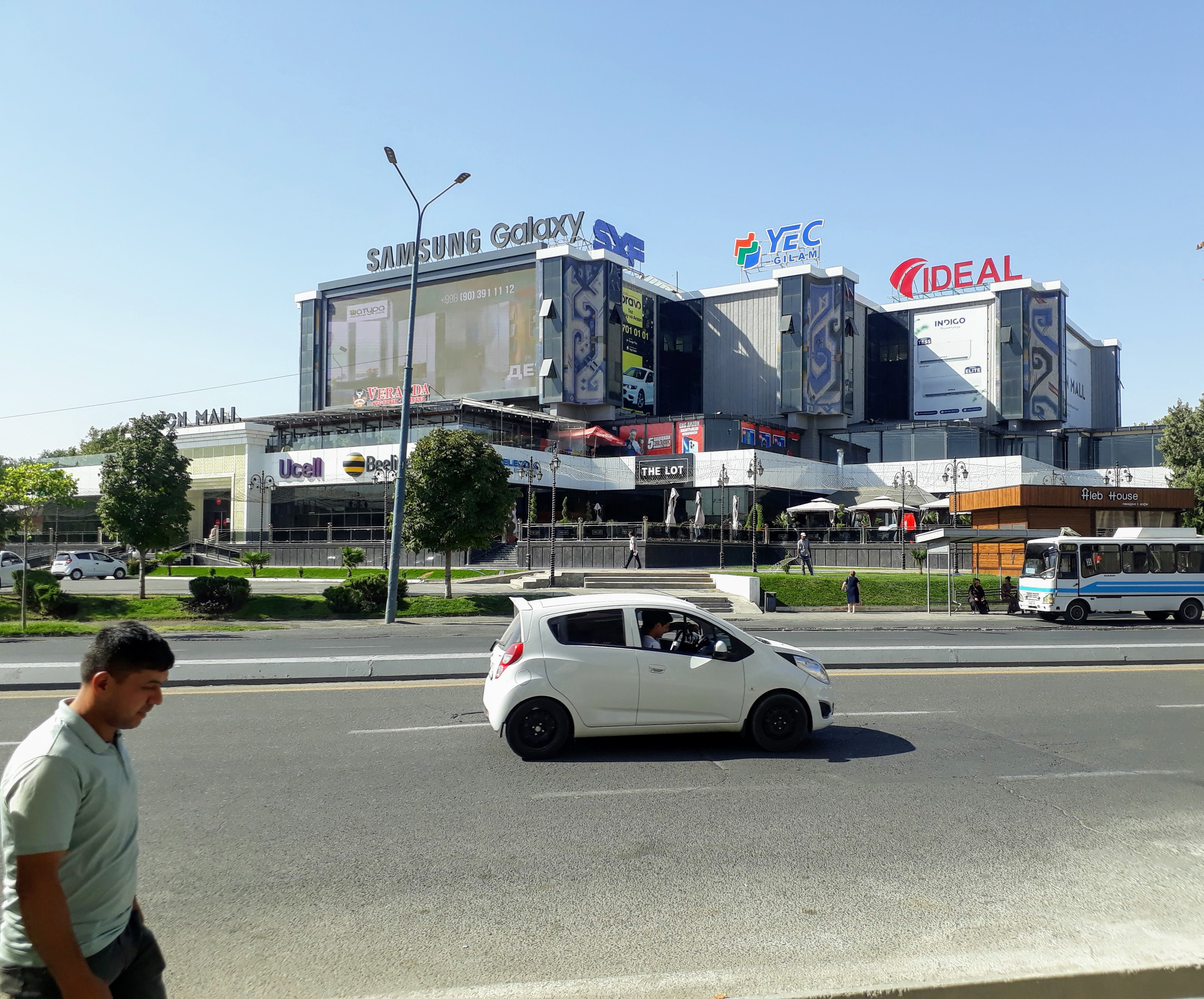
Un Centro Comercial en Samarcanda, Uzbekistán.

El gobierno aplica una fuerte política de sustitución de importaciones para controlar el comercio exterior y evitar la salida de capitales. Varias reformas estructurales importantes que se necesitan, sobre todo en el ámbito de la mejora de las facilidades para la inversión, han hecho que para los inversores extranjeros el país sea poco atractivo, y la liberalización del sector agrícola se ha hecho de forma muy lenta.
Aunque en teoría el gobierno se ha comprometido a acatar las disposiciones del Fondo Monetario Internacional (según el VIII estudio emanado del FMI, en el artículo sobre la convertibilidad de la moneda para las operaciones de cuenta corriente), en la práctica las empresas pueden esperar meses o incluso hasta años para obtener divisas para su funcionamiento o compra de insumos extranjeros, afectando notablemente su desarrollo real.

Las duras condiciones sobre la existencia en restricciones legales de convertibilidad, la dificultad para convertir la moneda local de las cuentas bancarias a dólares o rublos, así como otras medidas del gobierno para controlar la actividad económica (por ejemplo: restricciones a la importación y exportación de bienes, cierres intermitentes de las fronteras) han limitado el crecimiento económico y llevado a las organizaciones internacionales de crédito a suspender o retirar sus créditos anteriormente aprobados.

Desarrollo del PIB per cápita de los países de Asia Central.

Según el Índice mundial de innovación, a cargo de la Organización Mundial de la Propiedad Intelectual, en 2024, Panamá se ubicó en lugar 83 en innovación entre 133 países del mundo; en 2022 y 2023 se ubicó en lugar 82.
| Exportaciones a | Exportaciones a | Importaciones de | Importaciones de |
| País            | Porcentaje      | País             | Porcentaje       |
| --------------- | --------------- | ---------------- | ---------------- |
| Rusia           | 23.8 %          | Rusia            | 26.6 %           |
| Suiza           | 8.3 %           | Corea del Sur    | 9.8 %            |
| Reino Unido     | 7.2 %           | Estados Unidos   | 8.7 %            |
| Kazajistán      | 6.9 %           | Alemania         | 8.6 %            |
| Ucrania         | 4.7 %           | Kazajistán       | 7.3 %            |
| Otros           | 49.1 %          | Otros            | 49.2 %           |

### PIB y empleo

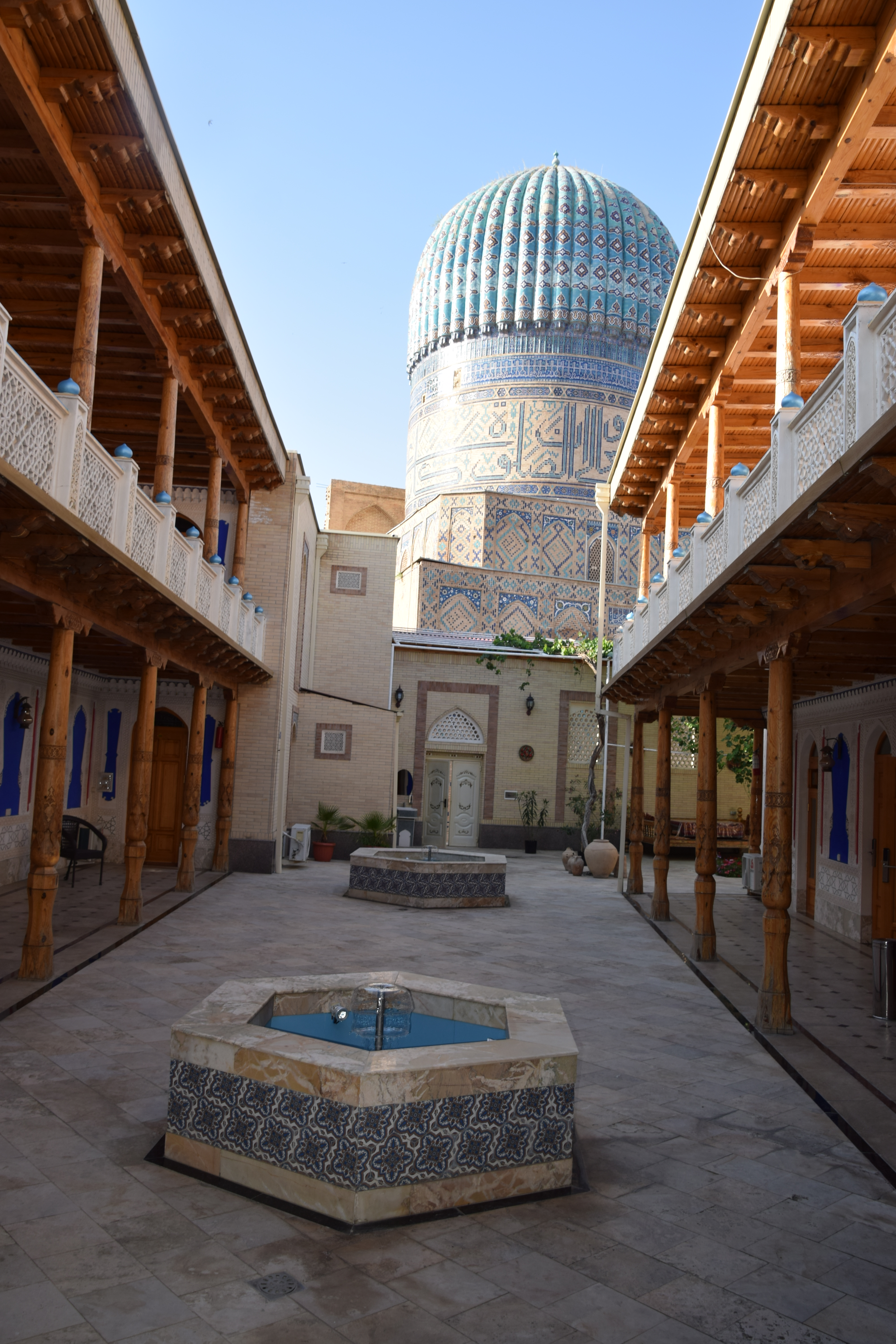
El Hotel Bibikhanum en Samarcanda.

El Fondo Monetario Internacional estima que la cifra de crecimiento del PIB sea del 8 % en 2010. El FMI proyecta para 2011 el crecimiento del 7 % del PIB . El desempleo y el subempleo son muy altos, pero es muy difícil obtener cifras fiables, ya que no se han llevado a cabo encuestas creíbles recientes Extraoficialmente, el desempleo se estima en torno a un 8 % y el subempleo de alrededor del 25 %. El subempleo en el sector agrícola es particularmente alto, lo cual es importante porque ocupa al 62 % de la población. Muchos observadores creen que el crecimiento del empleo y de los salarios reales se ha estancado, debido al prácticamente nulo crecimiento de la producción.

### Trabajo
La alfabetización en Uzbekistán es casi universal, y los trabajadores están en general bien educados y formados. El aumento de la corrupción del sistema educativo del país en los últimos años ha comenzado a erosionar la ventaja de Uzbekistán en términos de capital humano, ya que los grados y títulos suelen ser comprados. Además, los estudiantes de primaria y secundaria en las provincias remotas tienen poco acceso a la educación básica. La mayoría de locales de capacitación técnica y de gestión no cumple con las normas internacionales de negocios, pero las empresas extranjeras que participan en el informe de producción contratan a los trabajadores localmente ya que aprenden rápidamente y trabajan con eficacia. Uzbekistán subvenciona los estudios para los estudiantes de la Universidad de Westminster, una de las pocas instituciones de educación de estilo occidental en Uzbekistán. Para el año escolar 2009-2010, Westminster admitió unos 685 estudiantes (incluyendo estudiantes graduados). El gobierno financió a cincuenta y tres estudiantes, y la universidad concedió unas veinte becas adicionales. El coste académico por año en Westminster es de cuatro mil novecientos dólares.
Con el cierre o la reducción de muchas empresas extranjeras, es relativamente fácil encontrar empleados calificados y bien entrenados, pero los salarios son muy bajos para los estándares occidentales. El gobierno ha aplicado límites salariales, en un intento de evitar que las empresas eludan las restricciones a la retirada de dinero en efectivo de los bancos. En el pasado, algunas empresas han intentado evadir estos límites a las retiradas inflando los salarios de los empleados. Estos topes salariales previenen que muchas empresas extranjeras paguen a sus trabajadores tanto como les gustaría. Las regulaciones del mercado laboral en Uzbekistán son similares a los que se usaron en la Unión Soviética, con todos los derechos garantizados, pero obviando algunos. El desempleo es un problema persistente, y un número significativo de personas siguen en busca de puestos de trabajo en Rusia, Kazajistán, Oriente Medio y el sudeste asiático. Los analistas de negocios estiman que un alto número de ciudadanos uzbekos trabajan en el extranjero. Se estima que entre tres y cinco millones de ciudadanos de Uzbekistán en edad de trabajar lo hacen fuera de Uzbekistán, la mayoría en los países vecinos o Rusia. Uzbekistán firmó un acuerdo laboral con Rusia en 2007 para facilitar la migración temporal de trabajadores de Uzbekistán y la imposición de sus ingresos.
Los precios y la política monetaria y fiscal
El desempeño macroeconómico ha sido fuerte en los últimos tres años y generó una balanza comercial positiva. El crecimiento real del PIB fue alto, y las reservas oficiales siguieron aumentando. En 2010, se esperaba una inflación entre 9 %  y el 11 % . Para combatirla, el gobierno ha ejercido un estricto control de divisas, causando escasez periódica de dinero en efectivo. Como reacción al debilitamiento del dólar al euro, el gobierno se ha pasado recientemente al euro para su contabilidad y gestión financiera. En el sector de la hostelería ocurre lo mismo.
Las reservas oficiales brutas en el año 2009 se estiman en 12 200 millones dólares. En 2007, el Banco Mundial y las Naciones Unidas para el Desarrollo (PNUD) prestaron asistencia técnica para la reforma del Banco Central y del Ministerio de Hacienda en la política fiscal y monetaria orientada al mercado. Sin embargo, los datos económicos oficiales sobre Uzbekistán siguen siendo a menudo poco fiables y no siempre están disponibles. La reforma del Banco es muy lenta e inhibe la capacidad de los ciudadanos o las empresas privadas para obtener crédito y otros servicios bancarios.
Agricultura y recursos naturales

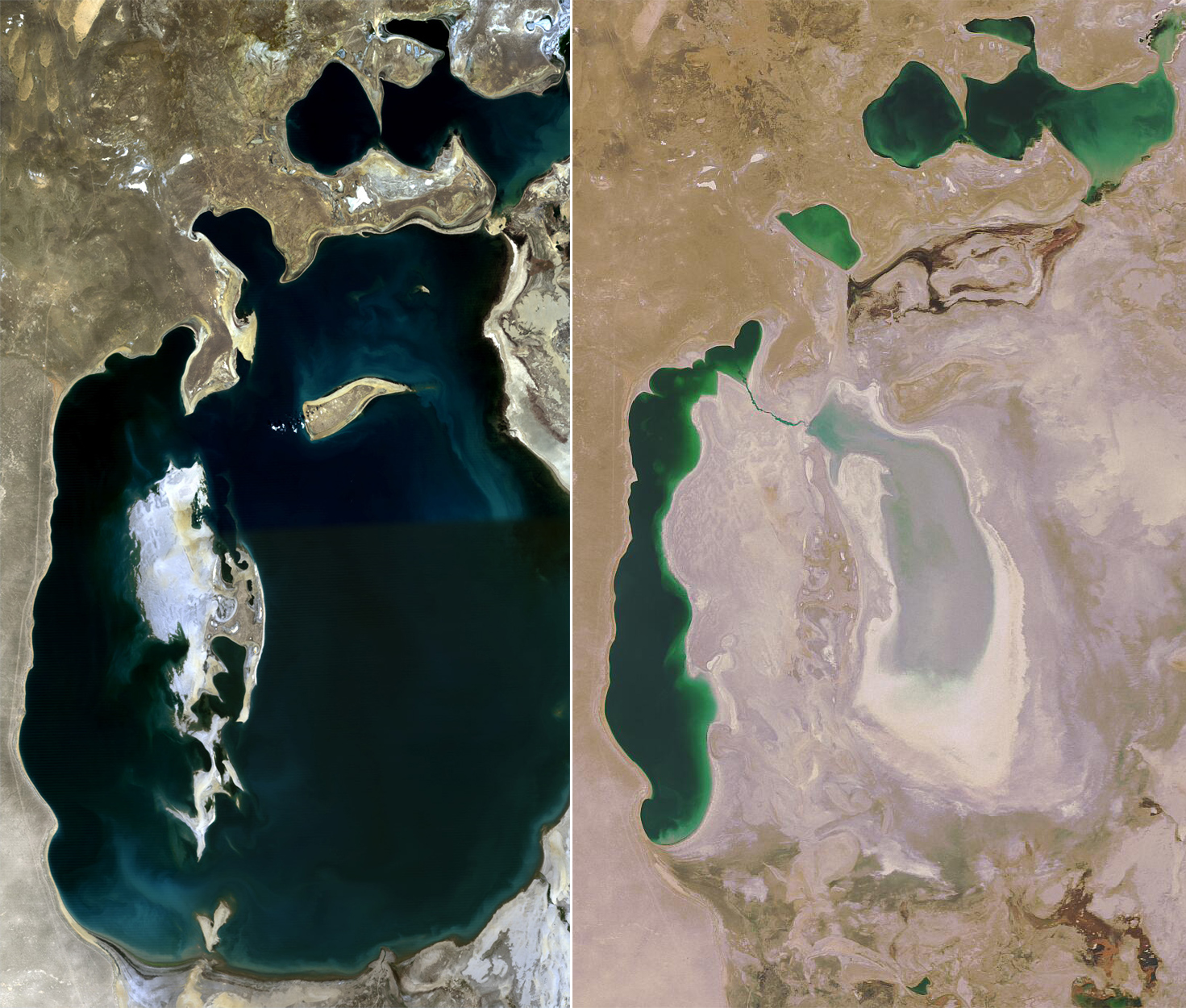
Comparación de la disminución de tamaño del mar de Aral entre 1989 y 2008.

La agricultura y el sector agroindustrial contribuyen con alrededor del 18 % al PIB de Uzbekistán. El algodón es el cultivo dominante de Uzbekistán, que representa aproximadamente el 11 % del PIB del país en 2009. Uzbekistán también produce importantes cantidades de seda, trigo, frutas y verduras. En 2008, el presidente firmó un decreto sobre la ampliación de las explotaciones privadas, lo que ha llevado a redistribuir la tierra de los pequeños agricultores en favor de las grandes explotaciones. Los agricultores y trabajadores agrícolas ganan salarios bajos, que el Estado rara vez paga sobre una base regular. En general, el gobierno controla el sector de la agricultura, dicta lo que crece en las granjas y fija los precios de los productos básicos como el algodón y el trigo. La mayoría de las explotaciones que cultivan trigo y algodón es para satisfacer la orden estatal, y los agricultores se enfrentan a la pérdida de sus tierras arrendadas, si no cumplen con las cuotas estatales.
Los recursos naturales, los minerales y la minería son parte integral de la economía de Uzbekistán. El gas natural es la fuente de divisas más importante de Uzbekistán, estimada en alrededor del 50 % (2009). El oro es otra fuente importante de ingresos de divisas (alrededor de 7-10 % de las exportaciones totales). Uzbekistán es el séptimo mayor productor mundial de oro, alrededor de ochenta toneladas por año, y mantiene la cuarta reserva mundial. Produce aceite para el consumo interno y tiene importantes reservas de cobre, plomo, zinc, tungsteno y uranio.

### Comercio e inversión

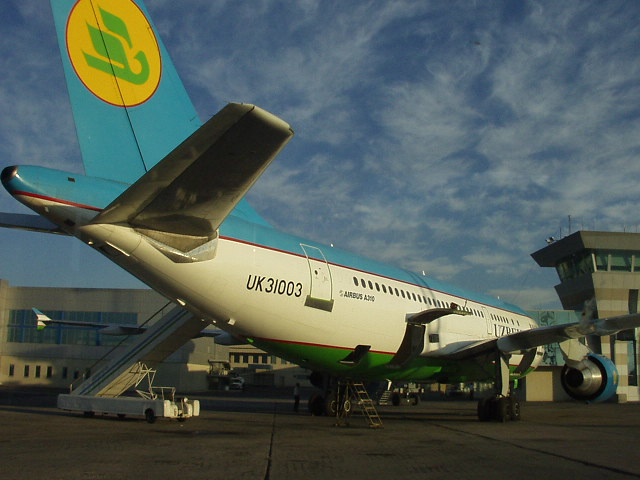
Un avión de Uzbekistán Airways en el aeropuerto de Taskent.

Las exportaciones de Uzbekistán se basan en la sustitución de importaciones. El régimen de comercio altamente regulado ha conducido a la disminución de importación y exportación desde 1996, aunque las importaciones se han reducido más que las exportaciones, ya que el gobierno las disminuyó para mantener las reservas de divisas,.mediante tarifas draconianas, cierres esporádicos de frontera y aranceles a productos de consumo y bienes de capital. La Comunidad de Estados Independientes (CEI), en particular Rusia, Ucrania y Kazajistán,son los socios comerciales tradicionales de Uzbekistán. Fuera de la CEI, los intercambios han aumentado en importancia en los últimos años, con la Unión Europea, China, Corea del Sur, Alemania, Japón y Turquía. Uzbekistán es miembro del FMI, el Banco Mundial, el Banco Asiático de Desarrollo, el Banco Islámico de Desarrollo y el Banco Europeo de Reconstrucción y Desarrollo. Tiene la condición de observador en la Organización Mundial del Comercio (OMC) y ha declarado públicamente su intención de adherirse a la OMC. Es miembro de la Organización Mundial de la Propiedad Intelectual y signatario de la Convención sobre Arreglo de Diferencias Relativas a Inversiones entre Estados y Nacionales de Otros Estados, la Convención de París sobre la Propiedad Industrial, el Arreglo de Madrid sobre Protección de Marcas y el Tratado de Cooperación de Patentes. En 2008, Uzbekistán se colocó de nuevo en el especial «301» Lista de Vigilancia de la falta de protección de derechos de propiedad intelectual.

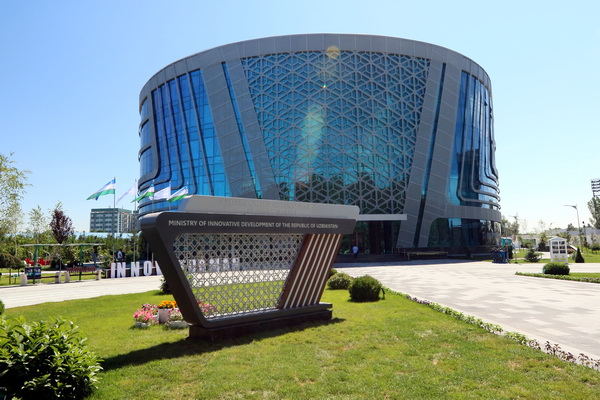
Edificio del Ministerio de Desarrollo Innovador de Uzbekistán.

Desde la independencia de Uzbekistán, las empresas de Estados Unidos han invertido alrededor de 500 millones $ en Uzbekistán. En 2006 y 2007, algunos inversores extranjeros abandonaron Uzbekistán debido a la disminución de la confianza de los inversores, el acoso y los problemas de convertibilidad de moneda.
Sin embargo, en 2007, GM-DAT, una subsidiaria coreana de GM, entró en Uzbekistán, al firmar un acuerdo de joint venture con UzDaewoo para ensamblar los coches coreanos fabricados para la exportación y venta nacional, incluyendo Chevrolet. Esta planta en Asaka produce muchas líneas de automóviles bajo la marca Chevrolet para la exportación a Rusia, así como para el mercado interno. General Motors también firmó un acuerdo para comenzar a producir motores de propulsión en Uzbekistán en una nueva planta en las afueras de Taskent. La planta está en construcción y se prevé que comenzará a operar a finales de 2010. Boeing también tiene una larga relación con la compañía aérea nacional de Uzbekistán, Uzbekistán Airways. Coca Cola, Baker Hughes, Nukem, Hewlett Packard, y otras empresas de Estados Unidos han llevado a cabo operaciones a pequeña escala en Uzbekistán.

### Relaciones económicas bilaterales
Las relaciones comerciales con estados Unidos se rigen por un acuerdo comercial bilateral, que entró en vigor el 14 de enero de 1994. Se prevé ampliarlas y además, beneficiarse de la exención a Uzbekistán de muchos aranceles de importación de Estados Unidos en el marco del Sistema Generalizado de Preferencias (SGP estado) el 17 de agosto de 1994. El 16 de diciembre de 1994, se firmó un Tratado Bilateral de Inversiones ratificado por Uzbekistán y por el Senado de Estados Unidos en octubre de 2000. Sin embargo, el Tratado Bilateral de Inversión es improbable que entrará en vigor hasta que Uzbekistán inicie la reforma económica. El gobierno está tomando algunas medidas modestas para reducir las restricciones burocráticas en el incipiente sector privado.

### Asistencia
Es el único país limítrofe con todos los otros estados de Asia Central. El crecimiento y el desarrollo de Uzbekistán siempre se ve afectado por cuestiones como la energía, el agua, el comercio y, en última instancia, la estabilidad política y social en la región.

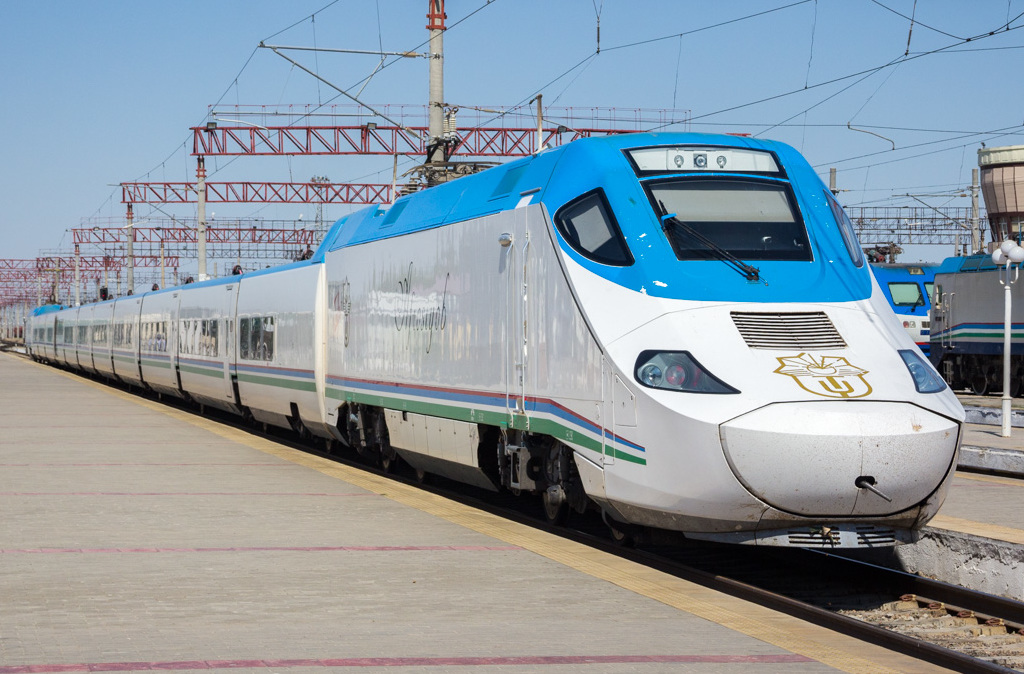
trenes de alta velocidad construidos por la compañía española Talgo.

Estados Unidos ayuda al gobierno de Uzbekistán con aproximadamente doce millones de dólares en 2010, tratando de mitigar la inestabilidad potencial, de reforzar los mecanismos de protección social y sentar las bases para el crecimiento económico, mejorando las condiciones de vida de las personas dedicadas a la agricultura, la reducción de muertes por enfermedades infecciosas, mejorar la capacidad de respuesta de Uzbekistán frente a las amenazas de la delincuencia transnacional y a la seguridad, y ampliar las oportunidades para la cooperación al desarrollo entre los dos países. Además, la ayuda de Estados Unidos se centra en estrategias para mitigar los posibles conflictos en torno a temas como el agua y la energía. Desde 1993, la Agencia de Estados Unidos para el Desarrollo Internacional (USAID) ha proporcionado más de trescientos treinta millones de dólares en ayuda a Uzbekistán.

## Transporte
Taskent, la capital y mayor ciudad del país, cuenta con un metro de cuatro líneas construido en 1977 y ampliado en 2001, tras diez años de independencia de la Unión Soviética. Uzbekistán y Kazajistán son actualmente los dos únicos países de Asia Central con sistema de metro. 

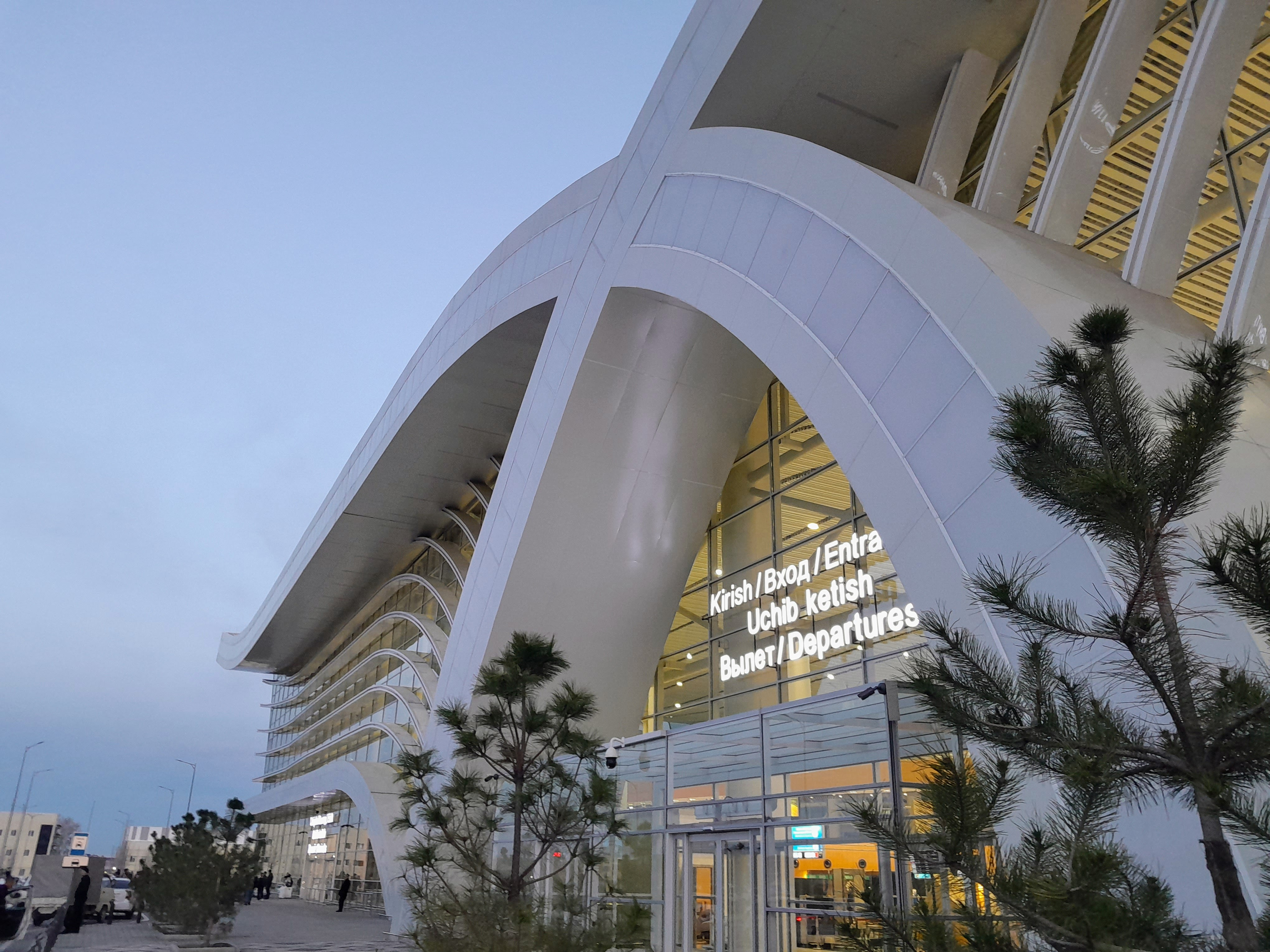
Aeropuerto Internacional de Samarcanda (Samarqand Xalqaro Aeroporti).

Se promociona como uno de los sistemas más limpios de la antigua Unión Soviética. Las estaciones están excesivamente ornamentadas. Por ejemplo, la estación de metro Kosmonavtov, construida en 1984, está decorada con un tema espacial para reconocer los logros de la humanidad en la exploración del espacio y conmemorar el papel de Vladimir Dzhanibekov, cosmonauta soviético de origen uzbeko. Una estatua suya se alza cerca de la entrada de la estación.
Por la ciudad circulan tranvías y autobuses estatales. También hay muchos taxis, registrados o no. Uzbekistán cuenta con fábricas de automóviles modernos. La producción de automóviles cuenta con el apoyo del gobierno y de la empresa automovilística coreana Daewoo. En mayo de 2007, el fabricante de automóviles UzDaewooAuto firmó un acuerdo estratégico con General Motors-Daewoo Auto and Technology (GMDAT, véase también GM Uzbekistán). El Gobierno compró a la turca Koc una participación en SamKochAvto, fabricante de autobuses pequeños y camiones. Posteriormente, firmó un acuerdo con Isuzu Motors de Japón para producir autobuses y camiones Isuzu.
Los enlaces ferroviarios conectan muchas ciudades de Uzbekistán, así como las antiguas repúblicas vecinas de la Unión Soviética. Además, tras la independencia se establecieron dos sistemas de trenes de alta velocidad. En septiembre de 2011, Uzbekistán inauguró el primer tren de alta velocidad de Asia Central entre Taskent y Samarcanda. El nuevo tren eléctrico de alta velocidad Talgo 250, llamado Afrosiyob, fue fabricado por Patentes Talgo S.L. (España) y realizó su primer viaje de Taskent a Samarcanda el 26 de agosto de 2011.

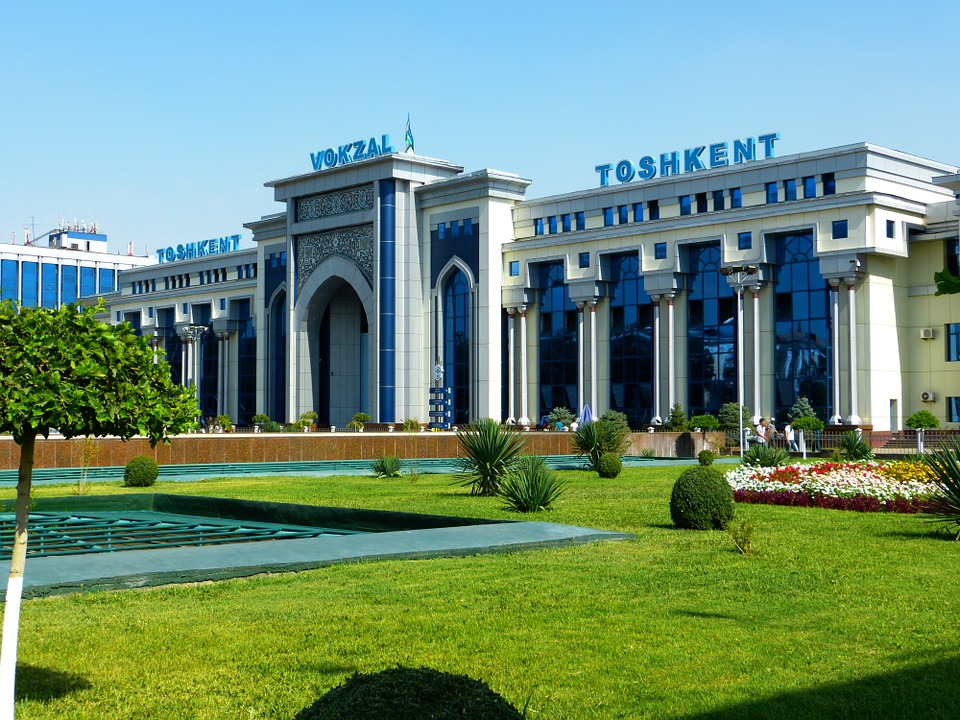
Estación ferroviaria de Taskent

Hay una gran planta de aviones que se construyó durante la era soviética - Taskent Chkalov Aviation Manufacturing Plant o ТАПОиЧ en ruso. La planta se originó durante la Segunda Guerra Mundial, cuando las instalaciones de producción fueron evacuadas hacia el sur y el este para evitar su captura por el avance de las fuerzas nazis. Hasta finales de la década de 1980, la planta fue uno de los principales centros de producción de aviones de la URSS. Con la disolución de la Unión Soviética, su equipo de fabricación quedó anticuado y la mayoría de los trabajadores fueron despedidos. Ahora sólo produce unos pocos aviones al año, pero el interés de las empresas rusas va en aumento y se sabe de planes para aumentar la producción.

### Aviación Civil
Tras la declaración de independencia de la República de Uzbekistán, de conformidad con el Decreto del Presidente de la República de Uzbekistán del 28 de enero de 1992, se creó la aerolínea nacional Uzbekistan Airways, dependiente del Departamento de Aviación Civil de Uzbekistán, que dependía del antiguo Ministerio de Aviación Civil de la Unión. El transporte aéreo es uno de los sectores clave de la economía uzbeka y contribuye al desarrollo de las relaciones internacionales, económicas, diplomáticas y culturales del país con el mundo exterior. Existen aeropuertos con equipamiento moderno en Taskent, Nukus, Samarcanda, Bujará, Urgench, Termez, Qarshi, Namangán, Fergana y Navoi. El Aeropuerto Internacional de Taskent es el aeropuerto internacional más grande de la región de Asia Central. Los aeropuertos de Bujará, Samarcanda y Urgench también tienen estatus internacional. La aerolínea nacional Uzbekistan Airways opera regularmente 20 vuelos internacionales. Se han abierto 44 oficinas de representación en ciudades de países de Europa, América, Sudeste Asiático y CEI. Durante sus años de independencia, el Gobierno de la República de Uzbekistán ha destinado 1.200 millones de dólares a la industria aeronáutica. Se han realizado inversiones de dólares estadounidenses y se ha construido una infraestructura moderna y desarrollada. Todos los vuelos internacionales son operados por aviones Boeing 767/757, A-310 y U-85. La aerolínea nacional, Uzbekistan Airways, colabora con importantes empresas europeas como Airbus, Boeing, la oficina de diseño rusa Ilyushin, y empresas alemanas y francesas de diversos sectores.

## Demografía

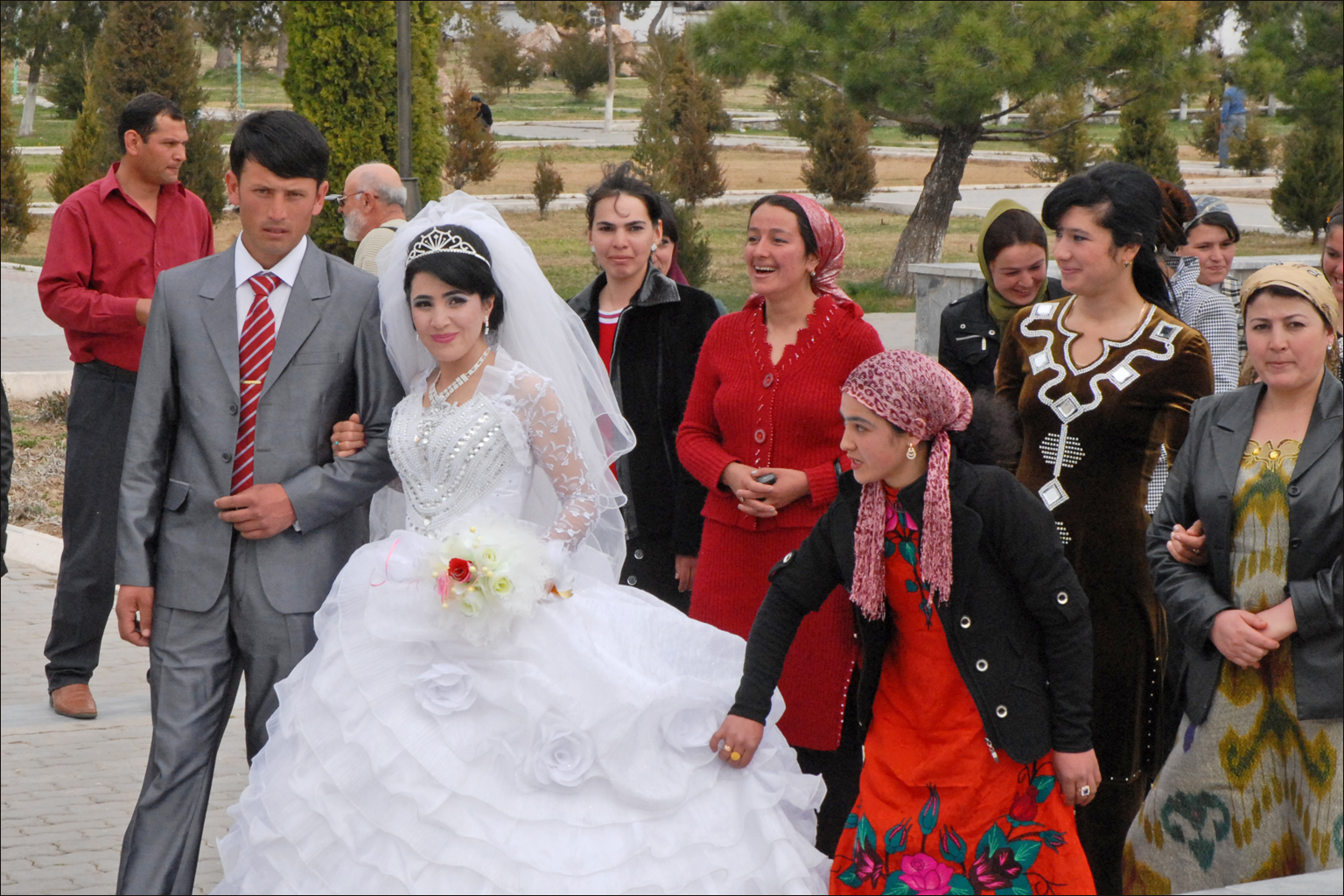
Las parejas de recién casados visitan las estatuas de Tamerlán para recibir las bendiciones de la boda

En 2022, Uzbekistán tiene la mayor población de países de Asia Central. Sus 36 millones de ciudadanos representan casi la mitad de la población total de la región. La población de Uzbekistán es muy joven, aunque está envejeciendo lentamente. El 23,1% de su población es menor de 16 años (estimación de 2020).  El 96% de la población es musulmana (mayoritariamente suní, con una minoría chiita), el 2,3% ortodoxa oriental y el 1,7% practica otras confesiones. El Informe sobre Libertad Religiosa Internacional de 2004 del Departamento de Estado de EE. UU. indica que el 0,2% de la población es budista (estos son de etnia coreana). Los judíos de Bujará han vivido en Asia Central, principalmente en Uzbekistán, durante miles de años. Había 94.900 judíos en Uzbekistán en 1989
rusos en Uzbekistán representaban el 5,5% de la población total en 1989. Durante el período soviético, los rusos y los ucranianos constituían más de la mitad de la población de Tashkent
En la década de 1940, los tártaros de Crimea, junto con los alemanes del Volga, chechenos, griegos pónticos, cumucos y muchas otras nacionalidades fueron deportados a Asia Central. Aproximadamente 100.000 tártaros de Crimea siguen viviendo en Uzbekistán También hay pequeños grupos de armenios en Uzbekistán, principalmente en Tashkent y Samarcanda.
La esperanza de vida en Uzbekistán es de 75 años en promedio: 72 años entre los hombres y 78 años entre las mujeres.

### Grupos étnicos
Los uzbekos son el grupo étnico dominante. Otros grupos étnicos incluyen a los rusos (5.5 %), tayikos (5 %), coreanos (4.7 %), kazajos (3 %), karakalpakos (2.5 %) y tártaros (1.5 %).

### Religión

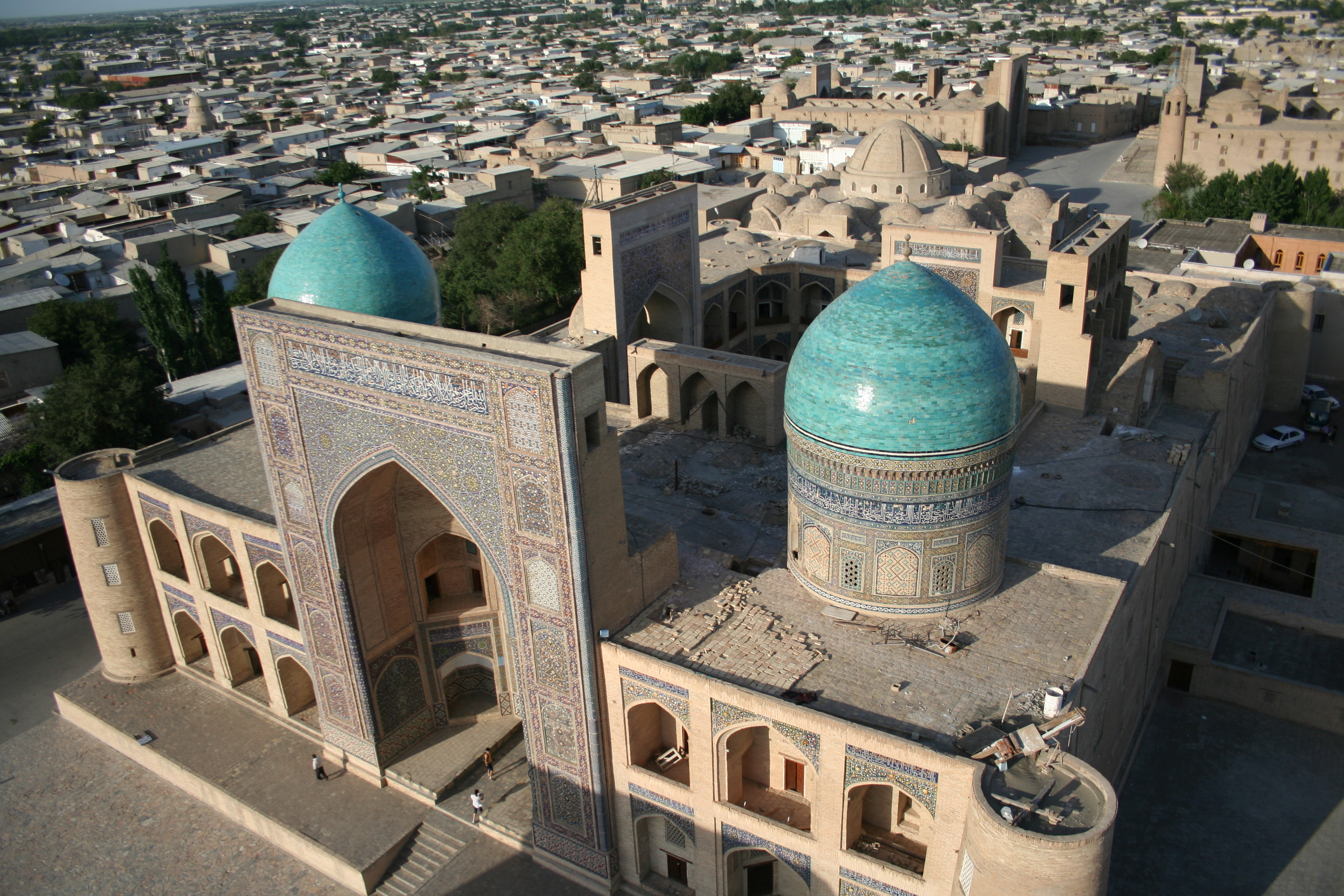
La madraza Mir-i Arab de Bujará.

Uzbekistán es un país laico y el artículo 61 de su Constitución establece que las organizaciones y asociaciones religiosas estarán separadas del Estado y serán iguales ante la ley. El Estado no interferirá en la actividad de las asociaciones religiosas. El islam es la religión dominante en Uzbekistán, aunque el poder soviético (1924‑1991) desalentó la expresión de las creencias religiosas, y fue reprimida durante su existencia como república soviética. La nación es 80 % musulmana suní, 15 % cristiana ortodoxa oriental y el 5 % sigue otra religión según el censo del Departamento de Estado de los Estados Unidos de 2009.La CIA Factbook estima que los musulmanes constituyen el 88 % de la población, mientras que el 9 % sigue el cristianismo ortodoxo ruso y el 3 % otras religiones y no es religioso. Mientras que una proyección del Pew Research Center para 2020 afirmaba que la población de Uzbekistán es del 96.7 % musulmana y los cristianos (en su mayoría cristianos ortodoxos rusos) constituían el 2.3 % de la población (630 000). Se calcula que, a principios de la década de 1990, vivían en el país unos 93 000 judíos. Además, quedan unos siete mil cuatrocientos zoroastrianos en Uzbekistán, la mayoría en zonas tayikas como Khojand.

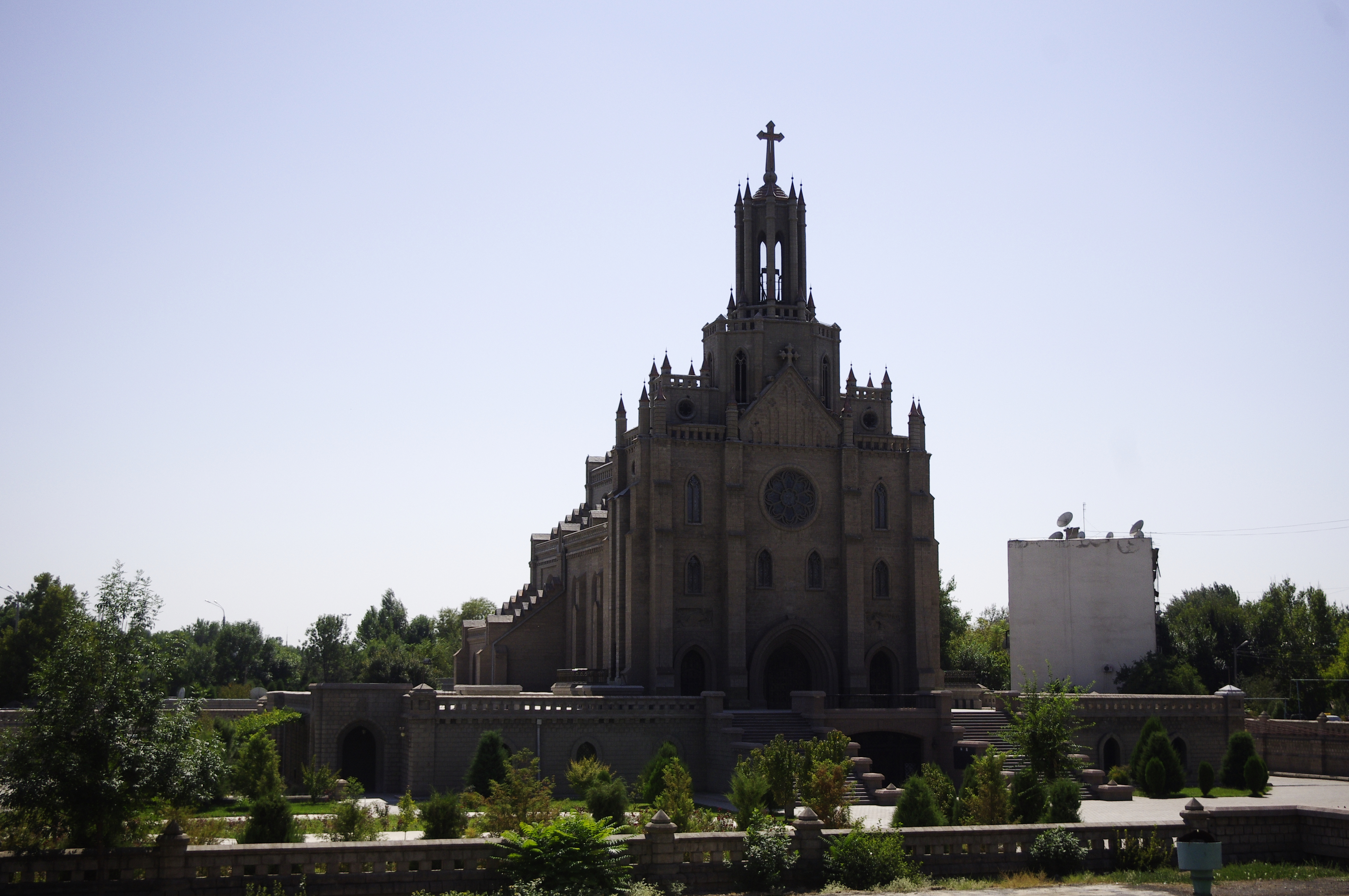
Catedral católica del Sagrado Corazón de Jesús, (Iso Masih yuragi sobori-jome’si) en Taskent.

A pesar del predominio del islam y de su rica historia en el país, la práctica de la fe dista mucho de ser monolítica. Los uzbekos han practicado muchas versiones del islam. El conflicto de la tradición islámica con diversas agendas de reforma o secularización a lo largo del siglo XX ha dejado una gran variedad de prácticas islámicas en Asia Central.
El fin del control soviético en Uzbekistán en 1991 no trajo consigo un auge inmediato del fundamentalismo asociado a la religión, como muchos habían predicho, sino más bien un reencuentro gradual con los preceptos de la fe islámica y un resurgimiento paulatino del islam en el país. Sin embargo, desde 2015 se ha producido un ligero aumento de la actividad islamista, con pequeñas organizaciones como el Movimiento Islámico de Uzbekistán declarando lealtad al grupo extremista Estado Islámico y aportando combatientes en el extranjero, aunque la amenaza terrorista en el propio Uzbekistán sigue siendo baja.

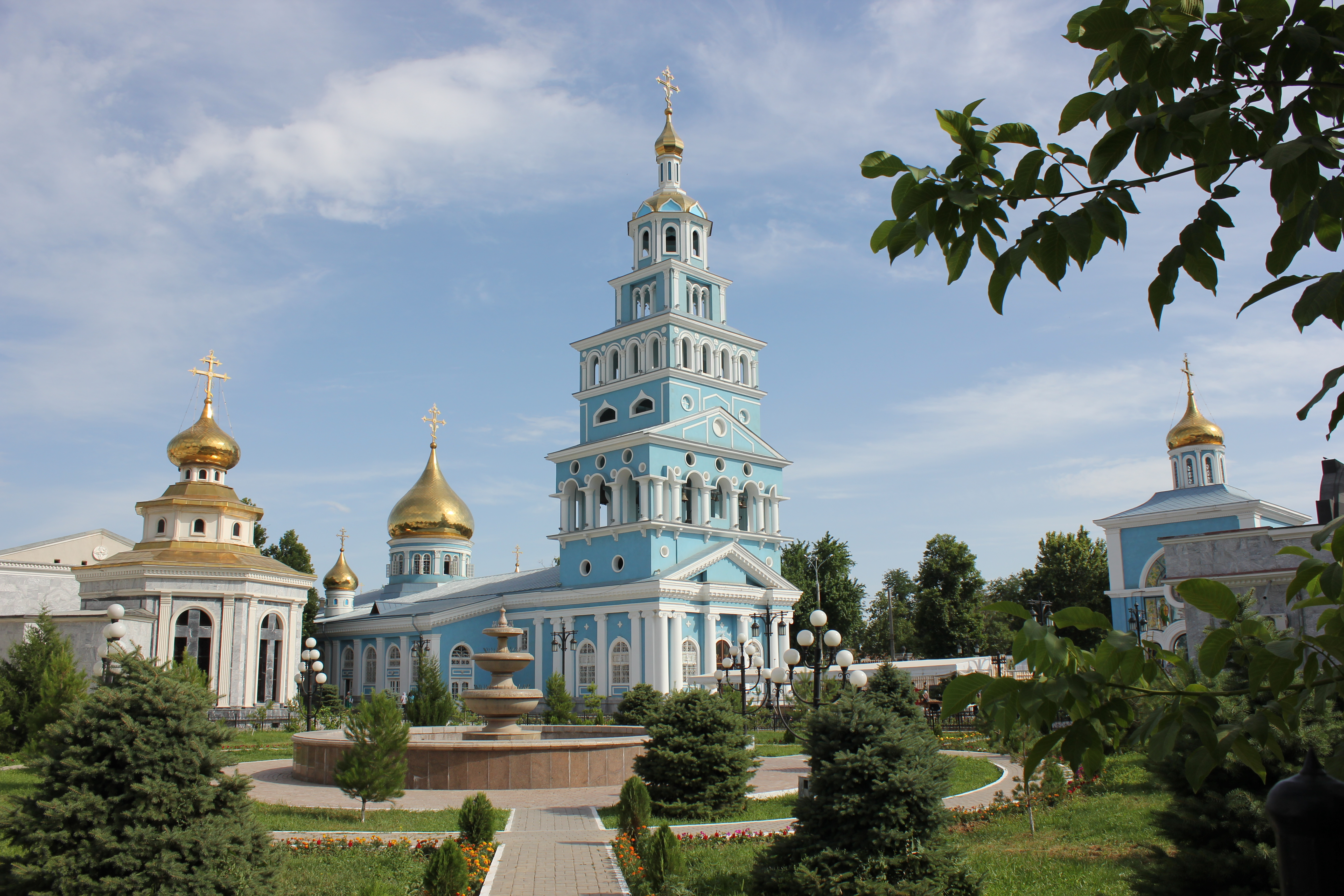
Catedral ortodoxa rusa de la Asunción de la Virgen (Успенский кафедральный собор) en Taskent.

La comunidad judía en las tierras uzbekas floreció durante siglos, con dificultades ocasionales durante los reinados de ciertos gobernantes. Durante el gobierno de Tamerlán en el siglo XIV, los judíos contribuyeron en gran medida a sus esfuerzos para reconstruir Samarcanda, y un gran centro judío se estableció allí.
Después de que la zona quedara bajo dominio ruso en 1868, se concedió a los judíos los mismos derechos que a la población musulmana local. En ese periodo vivían unos cincuenta mil judíos en Samarcanda y veinte mil en Bujará.
Tras las revoluciones rusas de 1917 y el establecimiento del régimen soviético, la vida religiosa judía (como la de todas las religiones) se restringió. En 1935 sólo quedaba una sinagoga de las treinta que había en Samarcanda; no obstante, la vida de la comunidad judía clandestina continuó durante la era soviética.
En 1970 había ciento tres mil judíos registrados en la RSS uzbeka. Desde la década de 1980, la mayoría de los judíos de Uzbekistán emigraron a Israel o a los Estados Unidos de América. En 2013 quedaba en el país una pequeña comunidad de varios miles: unos siete mil vivían en Taskent, tres mil en Bujará y setecientos en Samarcanda.

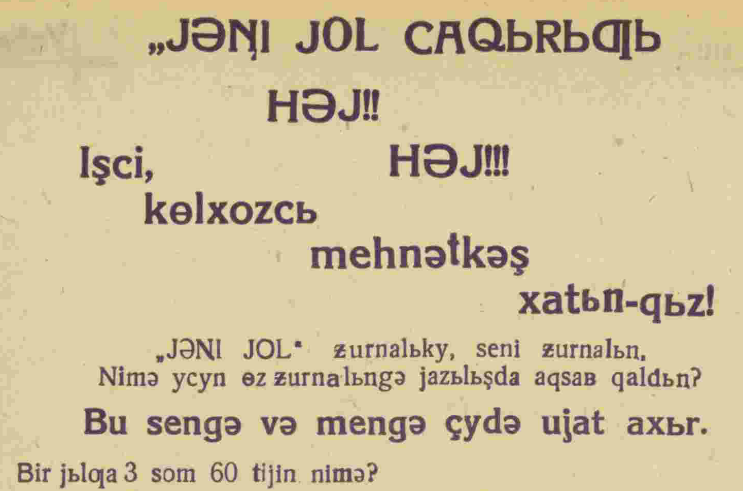
Texto en Uzbeko que data de 1933 (revista uzbeka «Yangi Yul»).

### Idiomas
El uzbeko es una de las lenguas túrquicas, próxima al uigur, y ambas pertenecen a la rama karluk de la familia de las lenguas túrquicas. Es la única lengua nacional oficial y desde 1992 se escribe oficialmente en alfabeto latino. La constitución del país reconoce a su vez la oficialidad del karakalpako en la república de Karakalpakia.
Antes de la década de 1920, la lengua escrita de los uzbekos se llamaba turki (conocida por los eruditos occidentales como chagatai) y utilizaba la escritura nastaʿlīq. En 1926 se introdujo el alfabeto latino, que pasó por varias revisiones a lo largo de la década de 1930. Finalmente, en 1940, las autoridades soviéticas introdujeron el alfabeto cirílico, que se utilizó hasta la caída de la Unión Soviética. En 1993 Uzbekistán volvió a la escritura latina (alfabeto uzbeko), que fue modificada en 1996 y se enseña en las escuelas desde 2000. En los centros de enseñanza sólo se enseña la notación latina. Al mismo tiempo, la notación cirílica es común entre la generación de más edad. Aunque la notación cirílica del uzbeko ya ha sido abolida para los documentos oficiales, todavía la utilizan algunos periódicos y sitios web.
El karakalpak, perteneciente a la rama kipchak de la familia de las lenguas túrquicas y, por tanto, más cercano al kazajo, es hablado por medio millón de personas, principalmente en la República de Karakalpakstán, y tiene estatus oficial en ese territorio.

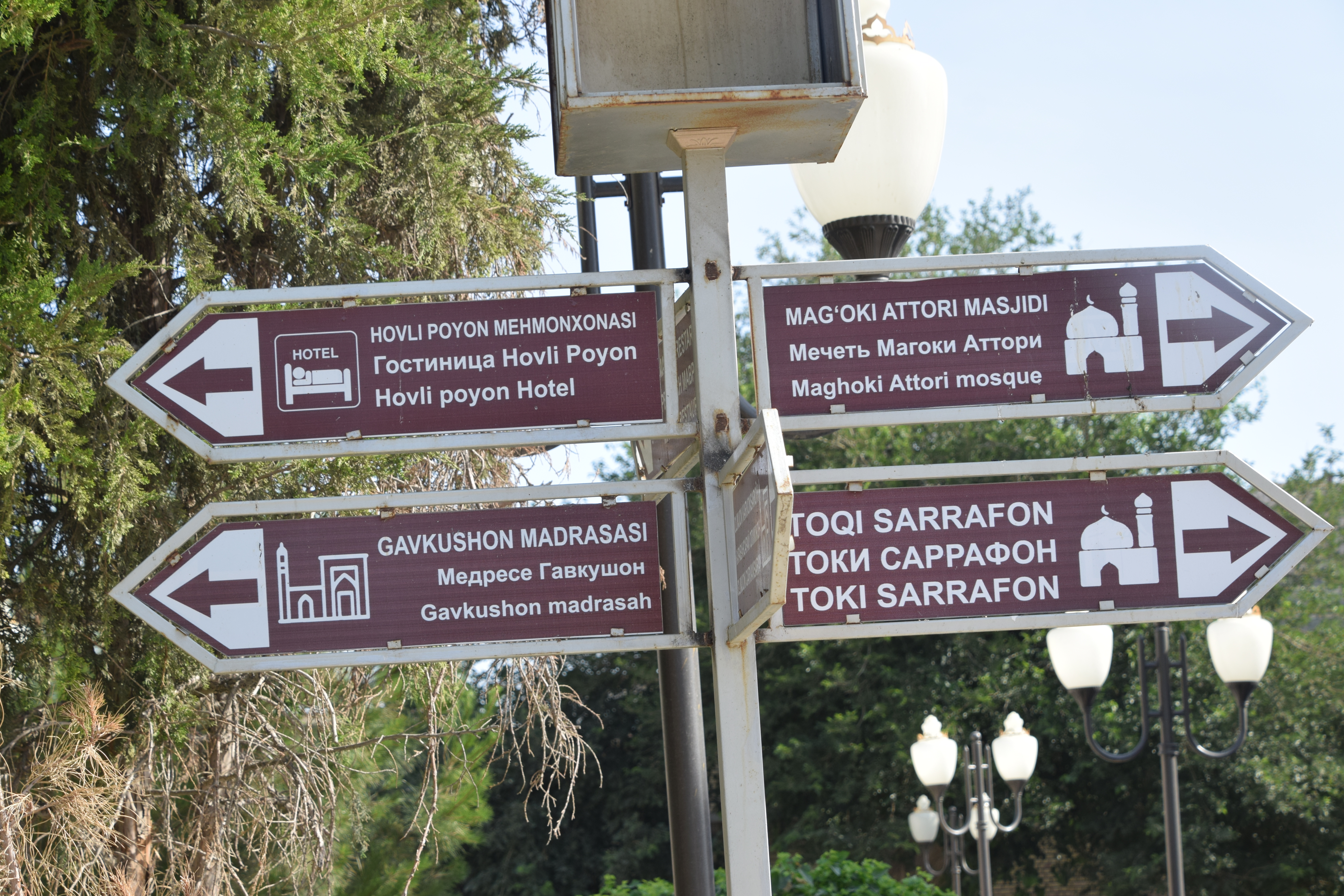
Carteles trilingües en Bukara la quinta ciudad e Uzbekistán (escritos en uzbeko, ruso e inglés para los turistas).

Aunque el ruso no es lengua oficial en el país, se utiliza ampliamente en muchos ámbitos como segunda lengua de facto. La información digital del Gobierno es aún bilingüe. El país también cuenta con aproximadamente un millón de rusoparlantes nativos. Las señales en todo el país están en uzbeko y ruso.
El idioma tayiko (una variedad del persa) está muy extendido en las ciudades de Bujará y Samarcanda debido a su población relativamente numerosa de tayikos étnicos. También se encuentra en grandes aglomeraciones en Kasansay, Chust, Rishtan y Sokh en el valle de Ferghana, así como en Burchmulla, Ahangaran, Baghistan en el distrito medio de Syr Darya, y finalmente en, Shahrisabz, Qarshi, Kitab y los valles fluviales de Kafiringan y Chaganian, formando en total, aproximadamente el 10-15 % de la población de Uzbekistán.
No existen requisitos lingüísticos para obtener la ciudadanía en Uzbekistán.

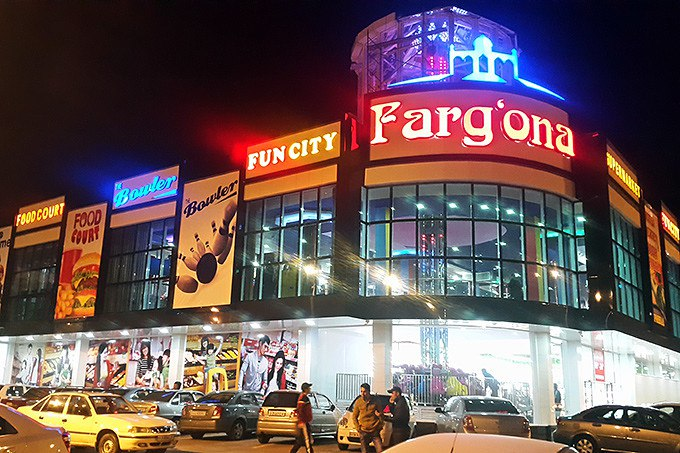
Nombres de locales comerciales en Ferganá escritos solo en Alfabeto latino.

En abril de 2020, se presentó en Uzbekistán un proyecto de ley para regular el uso exclusivo de la lengua uzbeka en los asuntos gubernamentales. En virtud de esta legislación, los trabajadores del gobierno podrían incurrir en multas por realizar trabajos en idiomas distintos al uzbeko. Aunque no prosperó, fue criticada por la portavoz del Ministerio de Asuntos Exteriores ruso, María Zakharova. En respuesta, un grupo de intelectuales uzbekos firmó una carta abierta defendiendo la instauración del ruso como lengua oficial junto al uzbeko, alegando lazos históricos, la gran población rusoparlante de Uzbekistán y la utilidad del ruso en la enseñanza superior, junto con el argumento de que sólo la lengua rusa abría la comunicación con los demás pueblos de la región y la literatura del mundo exterior.
El alfabeto cirílico uzbeko sigue siendo utilizado, y en el país funcionan 862 escuelas de lengua rusa, frente a las 1100 de 1991, a pesar de que la minoría rusa en el país ha disminuido de 1.7 millones en 1990 a cerca de setecientos mil en 2022. En los negocios, la lengua rusa supera a la uzbeka. Muchos uzbekos de las zonas urbanas, a partir de 2019, se sienten más cómodos hablando en ruso, mientras que el uzbeko está más presente en las regiones agrícolas.

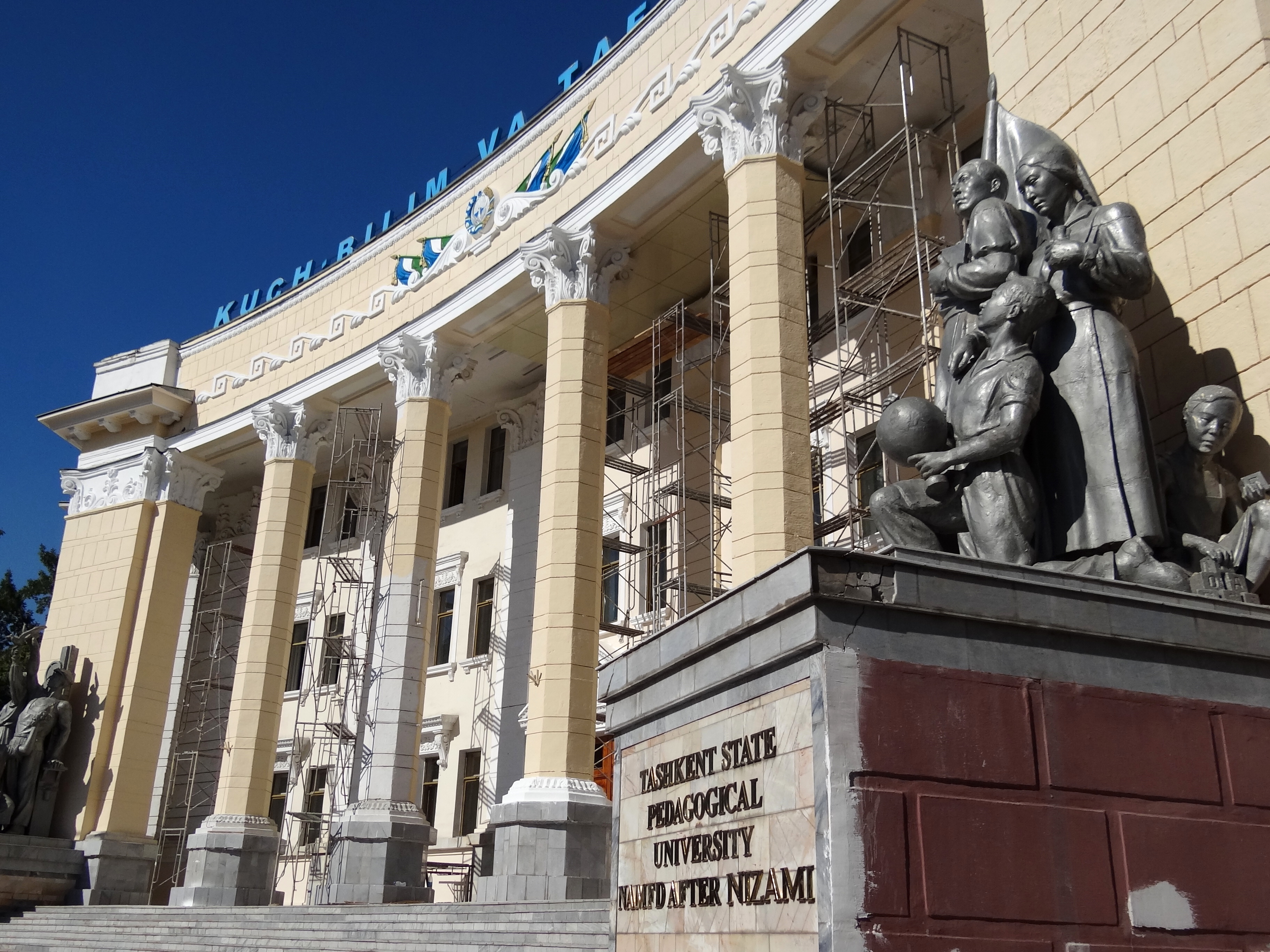
Fachada de la Universidad Pedagógica Estatal de Taskent.

### Educación
El sistema educacional ha alcanzado un 99.3 % de alfabetización, y la edad media de escolarización para hombres y mujeres es de once años. Sin embargo, debido a restricciones presupuestarias y a otros problemas de transición derivados del colapso de la Unión Soviética, textos y otros materiales escolares, métodos de enseñanza, currículo, e instituciones educacionales están desfasados, son inadecuados y están escasamente cuidados. Además, la proporción de personas en edad escolar ha ido cayendo. Aunque el gobierno está preocupado por estas cuestiones, el presupuesto sigue siendo ajustado.
En Uzbekistán, la enseñanza secundaria se divide en dos etapas. La primera incluye nueve años de escolarización obligatoria, con los mismos programas en todo Uzbekistán. La segunda etapa abarca la educación y la formación profesional después de los nueve años. Incluye la enseñanza secundaria general y la especializada. Los jóvenes reciben educación secundaria general mientras permanecen en la escuela durante los cursos décimo y undécimo. Al terminar con éxito, obtienen un certificado de educación secundaria Completa.

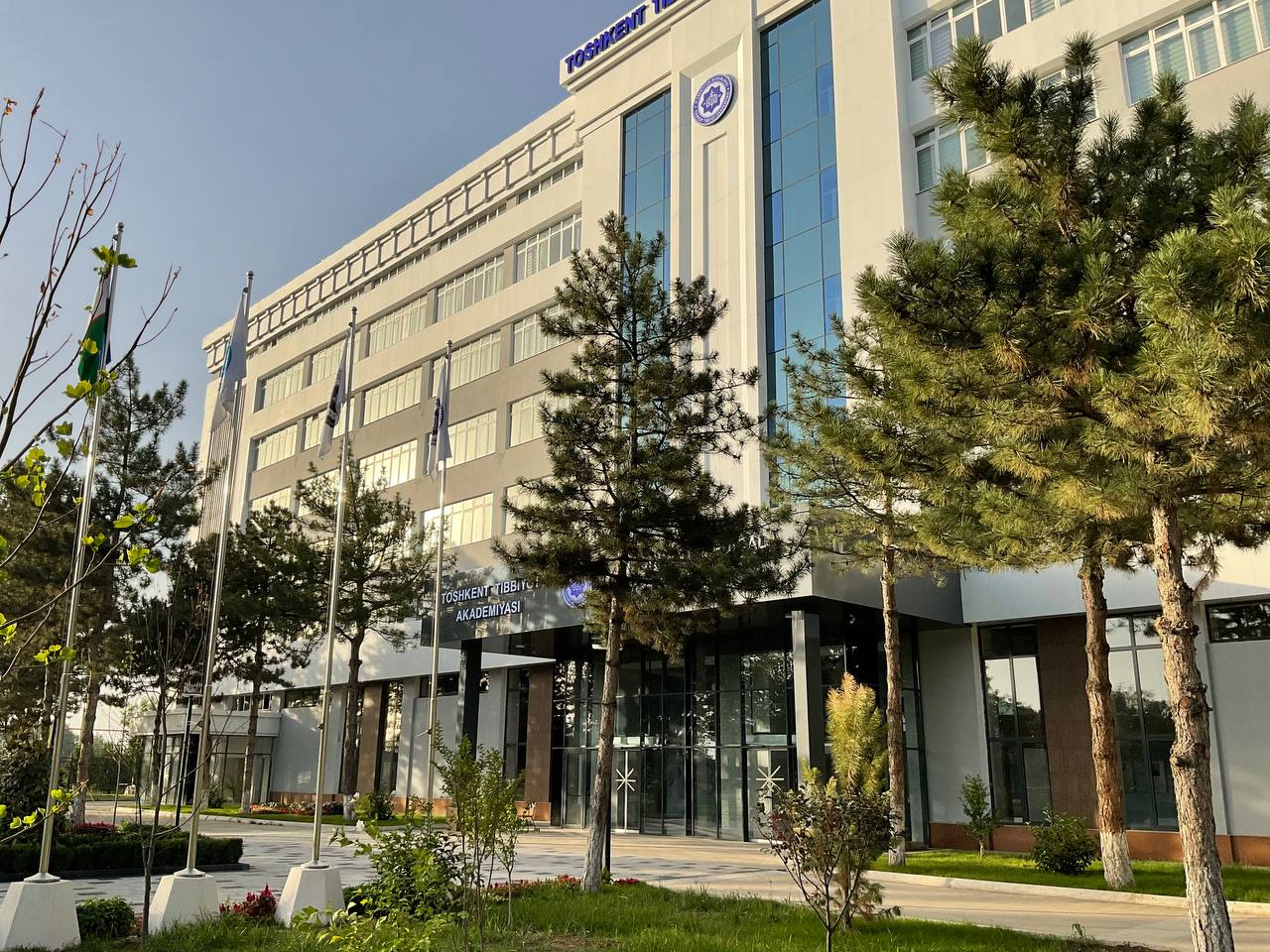
Academia de Medicina de Taskent (Toshkent tibbiyot akademiyasi).

La educación secundaria especializada se imparte a través de una red de escuelas:
- Professionalno-Tehnicheskoye Uchilishe (PTU o Escuela Técnica Profesional). Los graduados reciben un diploma de especialista júnior, equivalente a un certificado de educación secundaria Completa.

- Tehnikum (Escuela Técnica Superior). Los graduados reciben un Diploma de Especialista Júnior, equivalente a un certificado de educación secundaria completa.

- Lytsei (Liceo) o diversos cursos de formación ofrecidos por instituciones de enseñanza superior o la industria. Los graduados reciben un diploma de especialista júnior o un diploma de Liceo Académico, equivalentes a un certificado de educación secundaria completa.

En 2017, las reformas educativas en Uzbekistán pasaron de un programa de doce años a otro de once, después de que una reforma anterior decepcionara y preocupara a padres e hijos. Once años de educación primaria y secundaria son obligatorios, a partir de los siete años. La tasa de asistencia a esos cursos es alta, aunque la cifra es significativamente inferior en las zonas rurales que en los centros urbanos. La matriculación en preescolar ha disminuido significativamente desde 1991.La tasa oficial de alfabetización es del 99 %. Sin embargo, en la era postsoviética el nivel educativo ha descendido. La financiación y la formación no han sido suficientes para educar eficazmente a las cohortes más jóvenes de la población, cada vez más numerosas. Entre 1992 y 2004, el gasto público en educación descendió del 12 % al 6.3 % del producto interior bruto. En 2006, el porcentaje del presupuesto destinado a educación aumentó al 8.1 %. La falta de apoyo presupuestario ha sido más notable en los niveles de primaria y secundaria, ya que el gobierno ha seguido subvencionando a los estudiantes universitarios.
Entre 1992 y 2001, la asistencia a la universidad descendió del 19 % de la población en edad universitaria al 6.4 %. Los tres mayores centros de enseñanza superior de Uzbekistán se encuentran en Nukus, Samarcanda y Taskent, y los tres están financiados por el Estado.
Las escuelas privadas están prohibidas como consecuencia de la represión gubernamental contra la creación de escuelas fundamentalistas islámicas (wahabíes). Sin embargo, en 1999 se fundó la Universidad Islámica de Taskent, financiada por el gobierno, para la enseñanza del Islam.

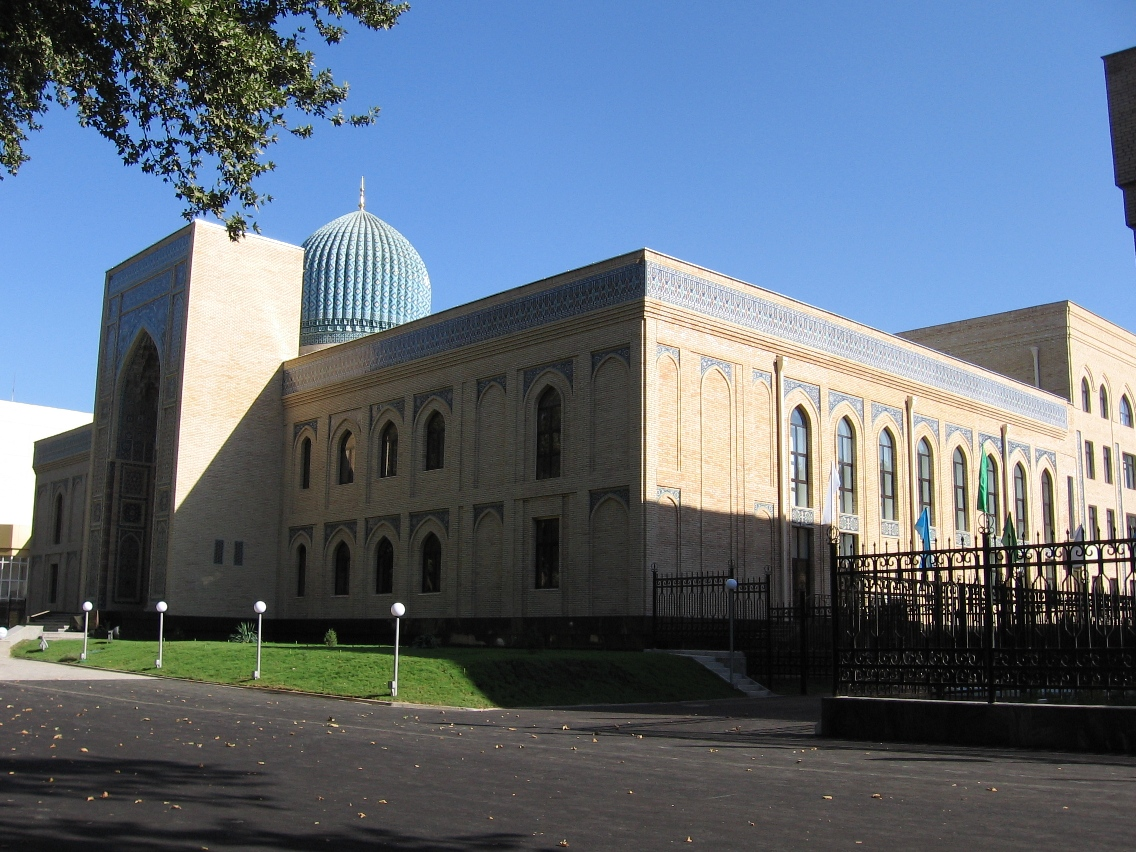
Universidad Islámica de Taskent (Toshkent islom universiteti).

Entre los centros de enseñanza superior, los mejor valorados a nivel nacional son el Instituto Financiero de Taskent y la Universidad Internacional Westminster de Taskent. El primero se creó por iniciativa del primer presidente de Uzbekistán en 1991. Más tarde, en 2002, en colaboración con la Universidad de Westminster (Reino Unido) y la Fundación «UMID» del Presidente de la República de Uzbekistán, se creó la Universidad Internacional de Westminster en Taskent. En la actualidad, estas universidades están consideradas como las mejores en su ámbito educativo tanto en Uzbekistán como en los países de Asia Central.
En 2007, la Asociación Bancaria de Uzbekistán (UBA) se asoció con el Instituto de Desarrollo de Gestión de Singapur y creó la Universidad MDIST en Taskent.
En 2009 se creó la Universidad Politécnica de Turín en Taskent, fruto de la colaboración entre la Universidad Politécnica de Turín, UZAVTOSANOAT y el Ministerio de Educación Superior uzbeko. La TTPU ofrece programas de licenciatura en Ingeniería Mecánica y Aeroespacial, Ingeniería Civil y Arquitectura e Ingeniería Informática.
En 2010 se creó la Escuela Británica de Taskent para ofrecer una escuela británica de alto rendimiento donde los niños aprenden en un entorno seguro y estimulante y los niños de todas las nacionalidades están expuestos al Currículo Nacional Inglés. La escuela también puede impartir todos los requisitos locales del plan de estudios uzbeko.
La educación superior privada y empresarial se está desarrollando en Uzbekistán. En 2020 la Universidad TEAM fue establecida como universidad privada empresarial por la Resolución del Gabinete de Ministros de la República de Uzbekistán N º 241 de fecha 18 de abril de 2020. La Universidad TEAM opera bajo la licencia N º OT 0007.

### Migraciones
Según datos de 2011, Uzbekistán tiene una tasa de migración neta de −2.74 migrante(s) por cada mil habitantes.
El proceso de migración cambió tras la caída de la Unión Soviética. Durante el gobierno soviético, los pasaportes facilitaban el movimiento a través de las quince repúblicas, relativamente menos costoso que en la actualidad. Desde 2003, es necesario solicitar un permiso de trabajo en el extranjero a un departamento especial de la Agencia de Migración Laboral Externa de Uzbekistán. Al principio, el permiso no era asequible para muchos uzbekos y el proceso fue criticado por el papeleo burocrático que requería. Los mismos departamentos y organismos implicados en la creación de este permiso están trabajando para reducir sustancialmente los costes y para simplificar el procedimiento. El 4 de julio de 2007, el primer vice primer ministro ruso, Sergey Ivanov, firmó tres acuerdos que abordarían la actividad laboral y la protección de los derechos de los emigrantes trabajadores (esto incluye a los ciudadanos rusos en Uzbekistán y a los uzbekos en Rusia), así como la cooperación en la lucha contra la inmigración indocumentada y la deportación de trabajadores indocumentados.
Las dificultades económicas han incrementado la emigración laboral a Rusia, Kazajistán, Emiratos Árabes Unidos (EAU), Turquía, Corea del Sur y Europa en la última década. Al menos el 10 % de la mano de obra uzbeka trabaja en el extranjero. Aproximadamente el 58 % de la mano de obra que emigra lo hace a Rusia. Las altas tasas de desempleo y los bajos salarios son responsables de la emigración laboral.
Los emigrantes suelen ser gente del pueblo, agricultores, obreros y estudiantes que buscan trabajo en el extranjero. Sin embargo, muchos emigrantes desconocen los trámites legales necesarios para salir del país, por lo que muchos acaban sin registrarse en Uzbekistán o en el país de acogida. Sin un registro adecuado, los inmigrantes indocumentados son susceptibles de recibir un salario insuficiente, carecer de garantías sociales y recibir un mal trato por parte de los empleadores. Según datos del Servicio Federal de Inmigración ruso, en 2006 había en Rusia 102 658 emigrantes laborales oficialmente registrados frente a 1.5 millones de inmigrantes no registrados procedentes de Uzbekistán. El total de remesas de ambos grupos juntos fue de aproximadamente mil trescientos millones de dólares ese mismo año, el 8 % del PIB de Uzbekistán.
Un número significativo de minorías étnicas y nacionales abandonaron Uzbekistán tras la independencia del país, pero se desconocen las cifras reales. Las principales razones de la emigración de las minorías son: pocas oportunidades económicas, bajo nivel de vida y escasas perspectivas de oportunidades educativas para las generaciones futuras. Aunque la ley lingüística de Uzbekistán se ha citado como fuente de discriminación hacia quienes no hablan uzbeko, esta ley se ha entrelazado con factores sociales, económicos y políticos que han llevado a la emigración como solución a la falta de oportunidades en Uzbekistán.
Los rusos, que constituían una población principalmente urbana, constituían la mitad de la población de Taskent, la capital de Uzbekistán, hasta la década de 1980. Desde entonces, la población ha ido disminuyendo gradualmente a medida que muchos rusos han emigrado de vuelta a Rusia. No obstante, los permisos de registro rusos (propiska) limitan la emigración.

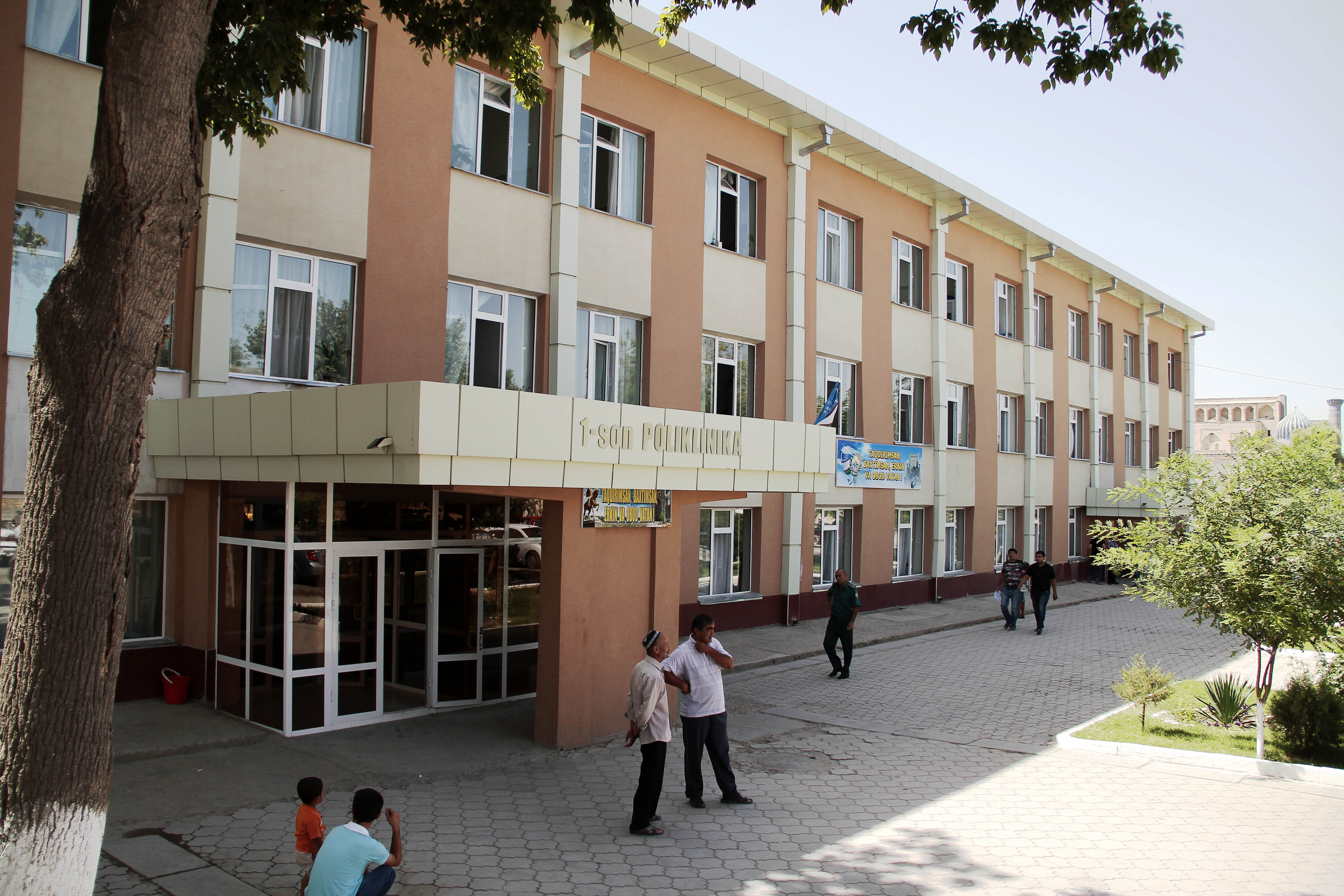
Policlínica en Samarcanda.

La decisión de emigrar se complica por el hecho de que muchos rusos u otros grupos minoritarios que tienen una «patria» pueden considerar Uzbekistán como la «madre patria». También se complica por el hecho de que estos grupos pueden no hablar la lengua nacional de su «patria» o estar registrados con otra nacionalidad en sus pasaportes. No obstante, las embajadas «nativas» facilitan esta migración. La embajada de Israel concede semanalmente unos doscientos visados a judíos.

### Salud
En la era postsoviética, la calidad de la atención sanitaria de Uzbekistán ha disminuido. Entre 1992 y 2003, el gasto sanitario y la proporción de camas de hospital por habitante disminuyeron casi un 50 %, y la emigración rusa en esa década privó al sistema sanitario de muchos profesionales. En 2004, Uzbekistán contaba con cincuenta y tres camas de hospital por cada diez mil habitantes. Los suministros médicos básicos, como agujas desechables, anestésicos y antibióticos, son muy escasos. Aunque nominalmente todos los ciudadanos tienen derecho a asistencia sanitaria gratuita, en la era postsoviética el soborno se ha convertido en una forma habitual de eludir el lento y limitado servicio del sistema estatal. A principios de la década de 2000, la política se ha centrado en mejorar los centros de atención primaria y reducir el coste de los centros de hospitalización. El presupuesto del Estado para 2006 asignó un 11.1 % a gastos sanitarios, frente al 10.9 % de 2005.

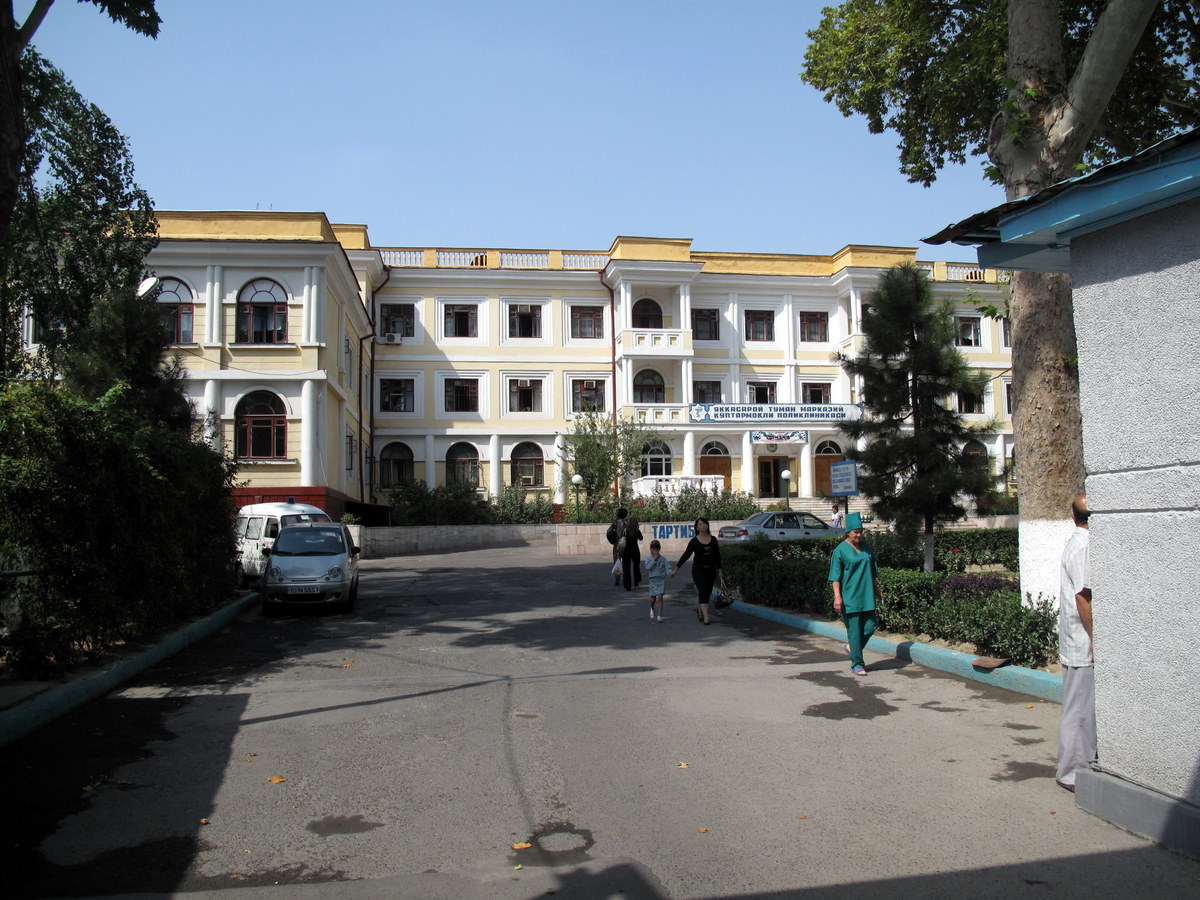
Un Hospital en Taskent.

Entre las enfermedades más comunes están las asociadas al agua potable contaminada: tifus, hepatitis, disentería, cólera y varios tipos de cáncer. Las principales causas de muerte son, por orden de frecuencia, los trastornos de los sistemas cardiovascular, respiratorio y digestivo y las enfermedades infecciosas y parasitarias. Un estudio publicado en la revista The Lancet en 2019 reveló que se producían 892 muertes relacionadas con la dieta por cada cien mil personas al año, la cifra más alta del mundo.
A partir de 2002, ha aumentado bruscamente la incidencia notificada del virus de la inmunodeficiencia humana (VIH), en parte debido a una nueva política gubernamental de notificación y en parte al aumento del consumo de drogas. En 2004 aparecieron dos mil nuevos casos de VIH, y en 2005 se conocieron unos cinco mil seiscientos. Al menos dos tercios de los casos se han relacionado con el consumo de drogas. Los centros geográficos de los casos de VIH son Taskent y la región de Surxondaryo, en la frontera con Afganistán. La expansión del tráfico de drogas a través de Uzbekistán ha provocado un aumento de la drogadicción en las zonas urbanas. Existen algunos centros de tratamiento y asesoramiento sobre el VIH. Hay 27.4 médicos por cada diez mil habitantes (2.74 por cada mil personas).
En 2010, la tasa de mortalidad materna por cada cien mil nacimientos en Uzbekistán fue de treinta casos. En 2008 era de 44.6 y en 1990 de 61.1. La tasa de mortalidad de menores de cinco años por cada mil nacimientos es de treinta y ocho, y la mortalidad neonatal como porcentaje de la mortalidad de menores de cinco años es de cuarenta y ocho. En Uzbekistán no hay matronas por cada mil nacidos vivos, y el riesgo de muerte a lo largo de la vida para las mujeres embarazadas es de uno en mil cuatrocientos.

## Cultura

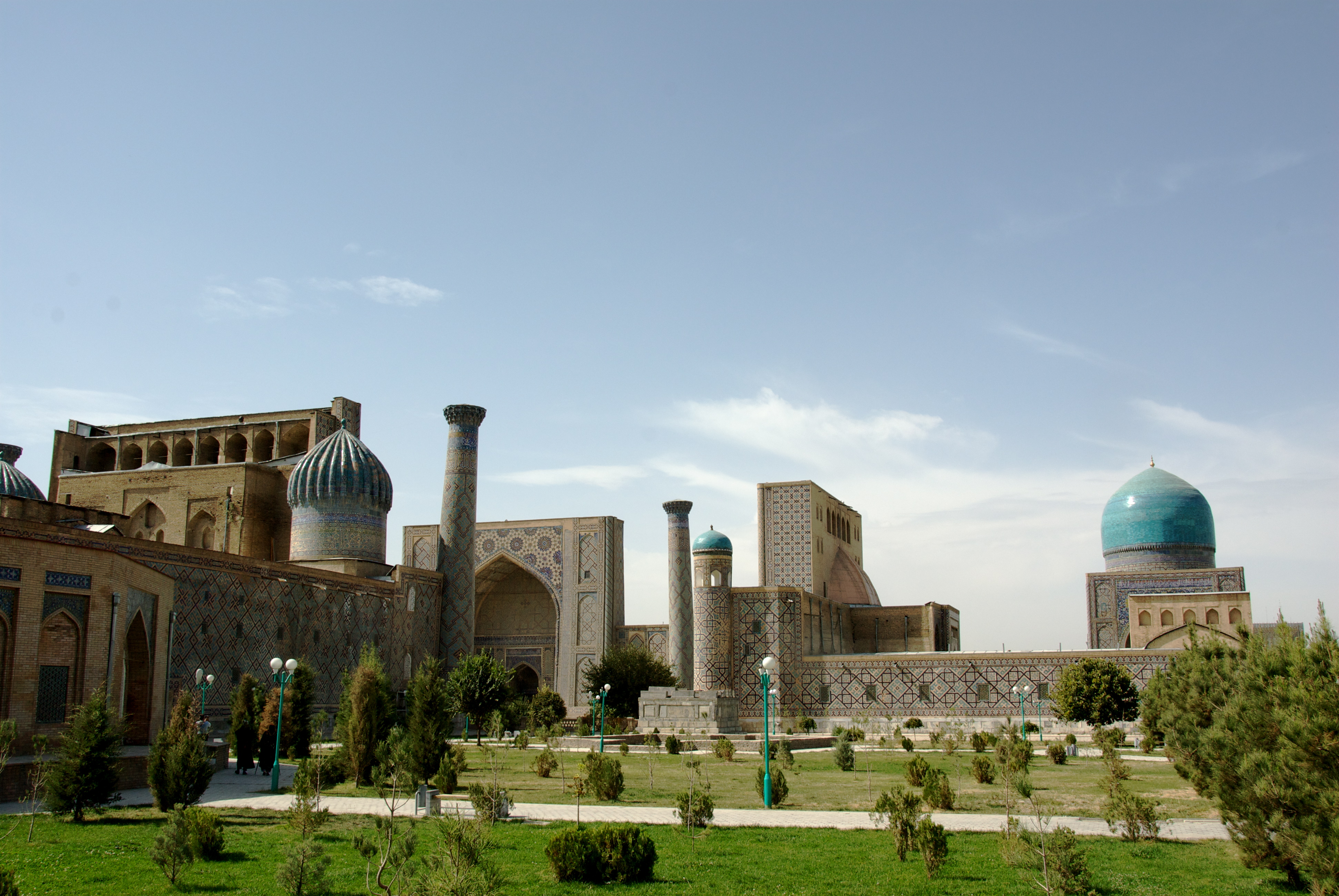
Samarcanda.

### Música

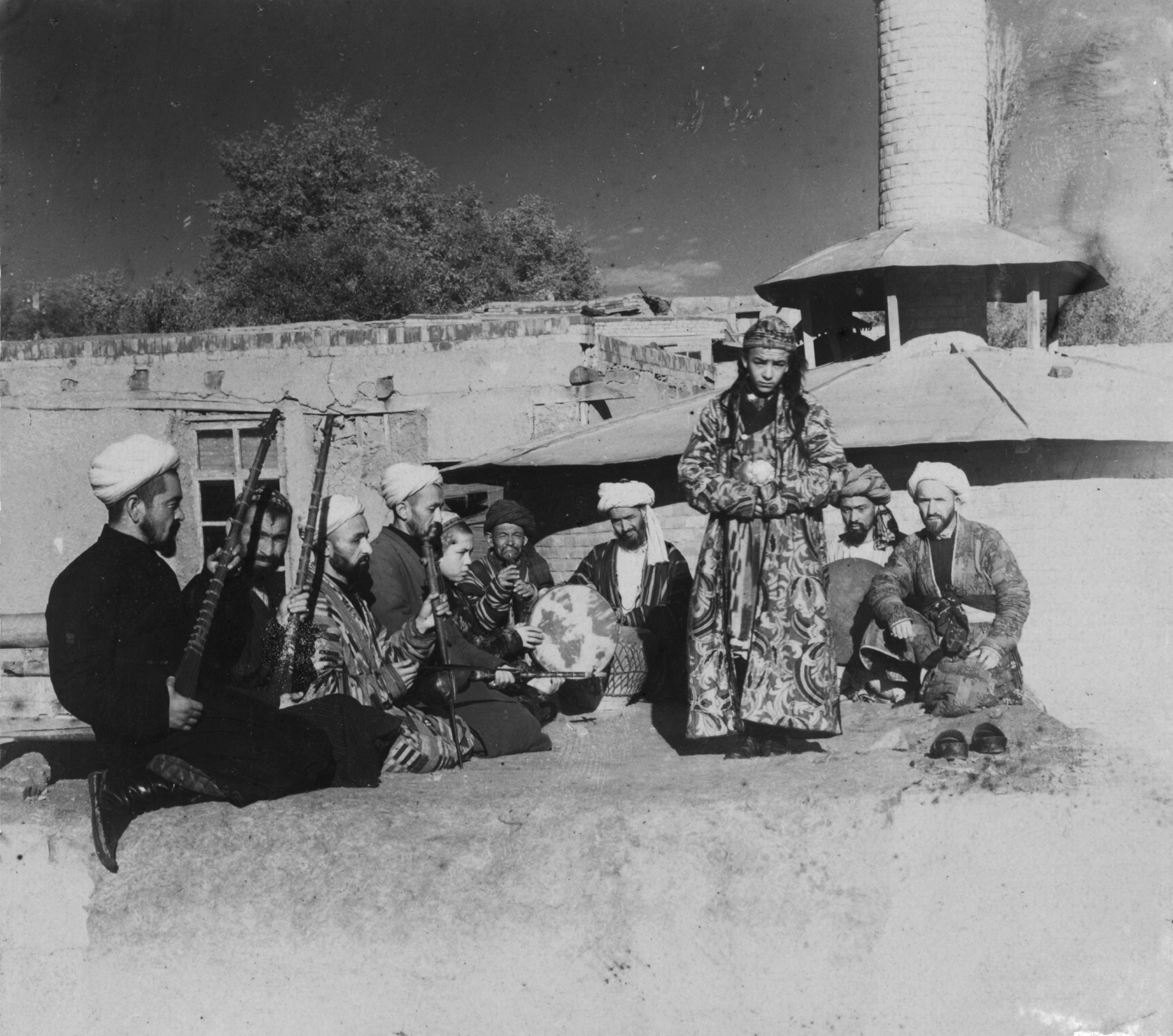
Danza Bacha en Samarcanda a principios del.

La música tradicional de Uzbekistán, constituida básicamente por el maqam y el shash-maqam, tiene muchos rasgos similares con la música tradicional de su vecina Tayikistán, mezclándose así elementos de la música persa. Sherali J'oraev es uno de los maqamistas más conocidos y tradicionales del país.
En cuanto a la música pop, el rock and roll y particularmente el rap, Uzbekistán es el país que se lleva la mayor parte de la vida artística y musical del Asia Central.[cita requerida]
Musicalmente, la presencia rusa en esta antigua república soviética ha sido bastante fuerte. La mayoría de los cantantes y grupos de este país hacen música con un sonido bastante occidentalizado y moderno, lo que solo ocurre en uno de sus países vecinos, Kazajistán.
En el mes de octubre de los años impares se celebra el festival de música Sharq Taronalari (‘ritmos del este’ en uzbeko) en la ciudad de Samarcanda. Este reúne a los músicos más representativos del Asia Central, así como de países extrarregionales. El festival de 2005 contó con la presencia de Charles Aznavour (de origen armenio), entre otros.

### Sitios del Patrimonio Mundial de la UNESCO
Uzbekistán tiene cinco sitios culturales y dos sitios naturales en la Lista del Patrimonio Mundial de la UNESCO. Los sitios culturales son:
- Itchan Kala (Jiva), añadido en 1990
- Centro histórico de Bujará, añadido en 1993
- Centro histórico de Shakhrisyabz, añadido en 2000
- Samarcanda – Encrucijada de Culturas, añadido en 2001
- Ruta de la Seda Corredor Zarafshon-Desierto de Karakum, añadido en 2023[68][69]

Los sitios naturales son:
- Tien Shan Occidental, añadido en 2016
- Turan, añadido en 2023 [70]

### Fiestas
| Fecha           | Nombre en castellano    | Nombre local    | Notas           |
| --------------- | ----------------------- | --------------- | --------------- |
| 1 de enero      | Año Nuevo               | -               | Todos los años  |
| 14 de enero     | Año Nuevo Ortodoxo      | -               | Solo ortodoxos  |
| *               | Fiesta del Cordero      | Eid-ul-Adha     | Solo musulmanes |
| 8 de marzo      | Día de la Mujer         | -               | Todos los años  |
| 21 de marzo     | Navruz                  | Navroz          | Baha'is         |
| *               | Cumpleaños del Profeta  | Eid-Milad Nnabi | Solo musulmanes |
| 1 de mayo       | Pascua Ortodoxa         | -               | Solo ortodoxos  |
| 9 de mayo       | Día de la Victoria      | -               | Todos los años  |
| 1 de septiembre | Día de la Independencia | -               | Todos los años  |
| 1 de octubre    | Día del Profesor        | -               | Todos los años  |
| 8 de diciembre  | Día de la Constitución  | -               | Todos los años  |

- Indeterminado: debido a que el islam se basa en el calendario lunar y por tanto y con comparación al calendario gregoriano, la fecha va cambiando.

### Literatura
Probablemente Avicena (980-1037) sea el autor más conocido nacido en Uzbekistán. Nació en un pueblo cerca de Bujará. Fue autor de numerosas obras de diferentes temas, sobre todo de filosofía y medicina. Su contemporáneo Al-Biruni (973-1048), también nacido en tierras del actual Uzbekistán, escribió obras sobre historia, astronomía, astrología, matemáticas y farmacología.

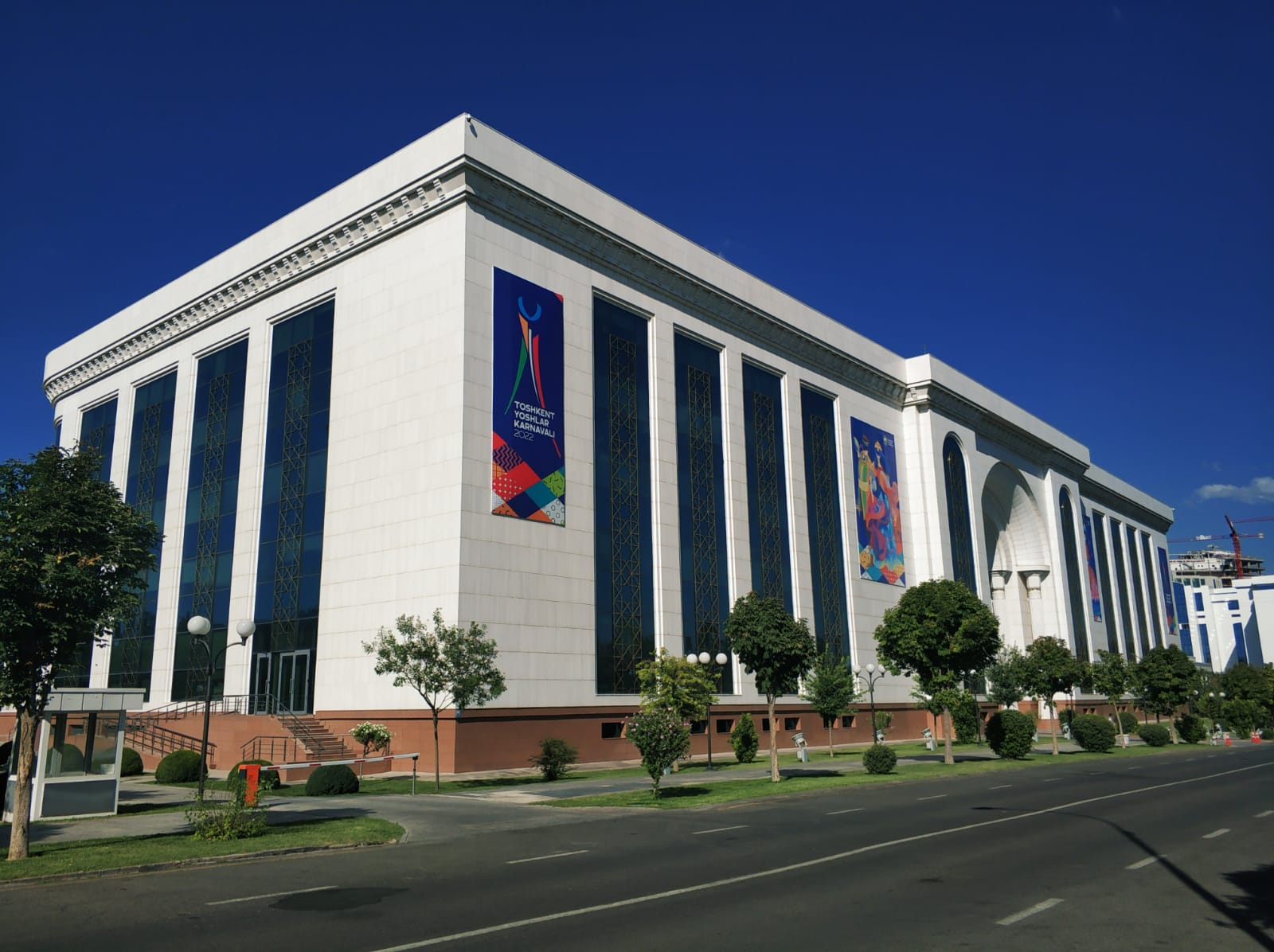
Biblioteca Nacional de Uzbekistán (Alisher Navoiy nomidagi O‘zbekiston Milliy kutubxonasi).

En 2001, el gobierno de Uzbekistán decretó la celebración del 2700 aniversario del Avesta, el libro sagrado del Zoroastrismo. Aunque en la obra no se muestra el lugar concreto donde vivió el autor, numerosos investigadores lo sitúan en Corasmia, el actual Uzbekistán.
El poeta Pahlavan Mahmud (1247-1326) fue famoso por su fuerza hercúlea, además de por sus poemas. Tiene un mausoleo en Samarcanda.
Aunque nacido en Gerat, Afganistán, el poeta Ali-Shir Nava'i (1441-1501), eligió el idioma uzbeko antiguo para la mayor parte de sus obras, que firmaba únicamente como Navoi.
El poeta Zahiriddin Muhammad Babur (1483-1530) nació en Andiján. Fue el fundador del Imperio mogol. Escribió Baburnama, que ya en el siglo XIX fue traducido al inglés y al francés.
El primer escritor en prosa uzbeka fue Abulghazi Bahadur (1603-1664), gobernante del kanato de Jiva, quien escribió dos obras históricas importantes: Genealogía de los turcomanos y Genealogía de los turcos.
En el siglo XIX encontramos a Furqat (1859-1909), escritor, poeta y activista político, y Agakhi Mukhammad Riza (1809-1874), historiador y traductor.
En el siglo XX, destacan: Hamza Hakimzade Niyazi (1889-1929), poeta y dramaturgo, el poeta de la Unión Soviética en Uzbekistán y uno de los padres de la poesía uzbeka moderna; Abdulla Kadiri (1894-1938), poeta, escritor y traductor, autor de novelas históricas; Hamid Alimjan (1909-1944), poeta y dramaturgo en la época soviética; Zulfia Isroilova (1915-1996), poeta que firmaba sus obras como Zulfiya, y que con 17 años publicó Las hojas de la vida, y Said Ahmad (1920-2007), entre otros.
Ya en el periodo de independencia de Uzbekistán, son autores destacables: Shukur Holmirzaev (1940-2005), Utkir Hoshimov (1941-2013), Erkin Vohidov (1936), Abdulla Oripov (1941-2016), Hojieva (1942), Muhammad Ali (1942), Tohir Malik (1946), Azim Suyun (1948), Erkin Azam (1950), Sharof Boshbekov (1951), Alishir Ibadinov (1953) y Muhammad Yusuf (1954-2001).

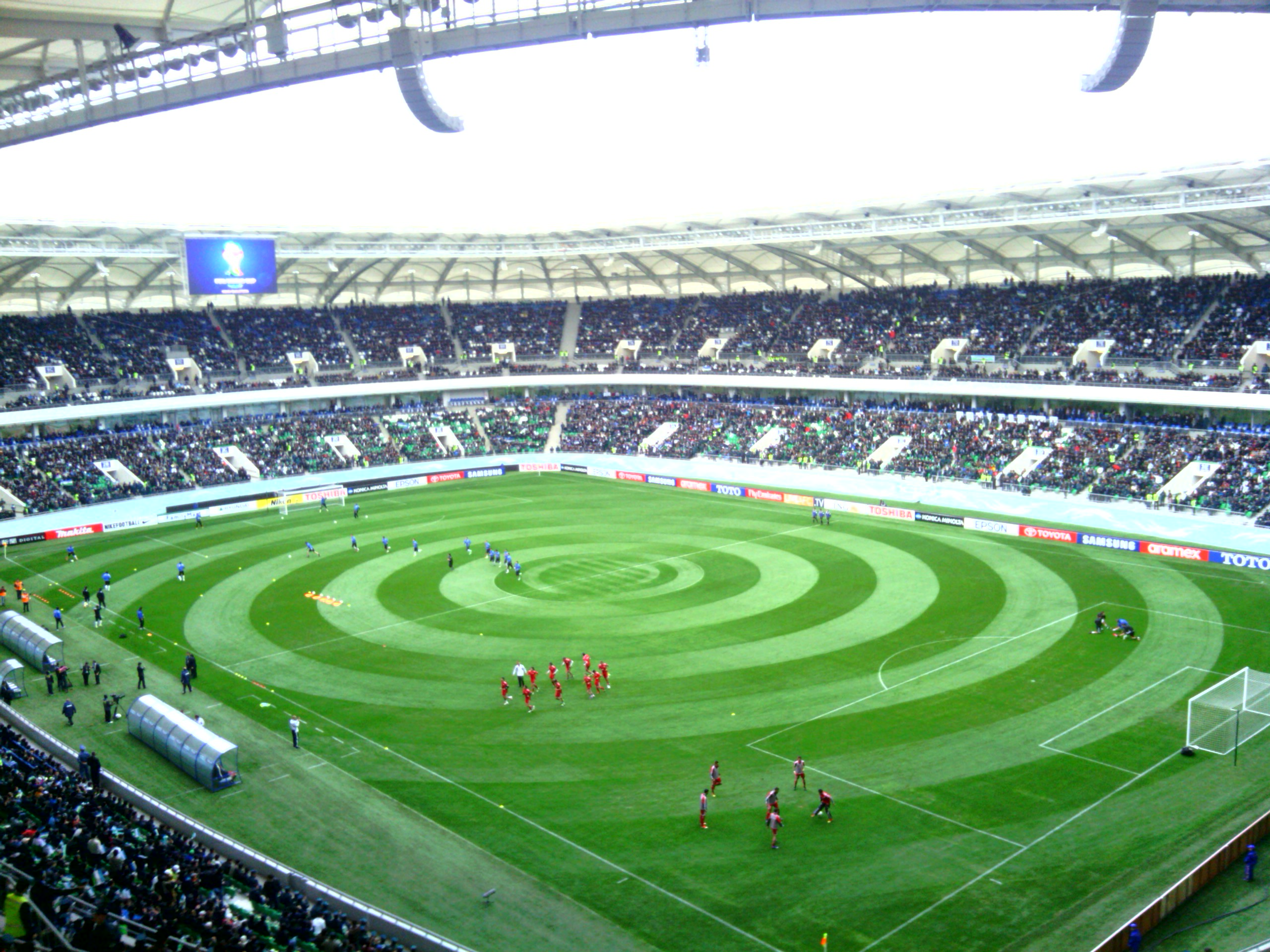
Estadio Nacional de Uzbekistán llamado a veces «Milliy» (Nacional) tiene capacidad para 34 000 espectadores.

## Deporte
Un famoso deportista uzbeco fue Djamolidine Abdoujaparov (Taskent, 28 de febrero de 1964), apodado El Califa, ciclista profesional entre los años 1990 y 1997, durante los cuales logró cincuenta y cuatro victorias.

El Humo Arena es un pabellón deportivo multiuso que tiene capacidad para 12 500 espectadores.

Antes de pasar al ciclismo profesional, Abdou obtuvo buenos resultados en las categorías inferiores, llegando a proclamarse campeón en ruta de la Unión Soviética. Fue 5.º en la prueba de ruta de los Juegos Olímpicos de 1988. Excelente esprínter, logró victorias de etapa en las tres Grandes Vueltas al obtener siete victorias en la Vuelta a España, una en el Giro de Italia y nueve en el Tour de Francia. También consiguió la clasificación por puntos de la Vuelta (1992), del Giro (1994) y del Tour (1991, 1993 y 1994). Era famoso por su agresivo estilo de esprintar, y por mover excesivamente su bicicleta, con lo que consiguió unos cuantos enemigos en el pelotón y más de una caída. Otro uzbeco famoso es el dos veces Mejor Jugador de la AFC y capitán de su selección Server Djeparov. Djeparov es un mediapunta de gran habilidad.
La selección de fútbol de Uzbekistán es el equipo formado por jugadores de nacionalidad uzbeka que representa desde 1992 (anteriormente siendo parte de la Unión Soviética) a la Federación de Fútbol de Uzbekistán en las competiciones oficiales organizadas por la Confederación Asiática de Fútbol y la Federación Internacional de Asociaciones de Fútbol.
La selección de Uzbekistán es conocida como «Oq boʻrilar» (los lobos blancos). Ha logrado clasificarse en la Copa Asiática desde que forma parte de la Confederación Asiática de Fútbol. Además, la selección de Uzbekistán se clasificó para la Copa Mundial de la FIFA 2026 el 5 de junio de 2025, tras empatar 0-0 contra los Emiratos Árabes Unidos en Abu Dabi, asegurando así su billete al Mundial por primera vez en su historia.

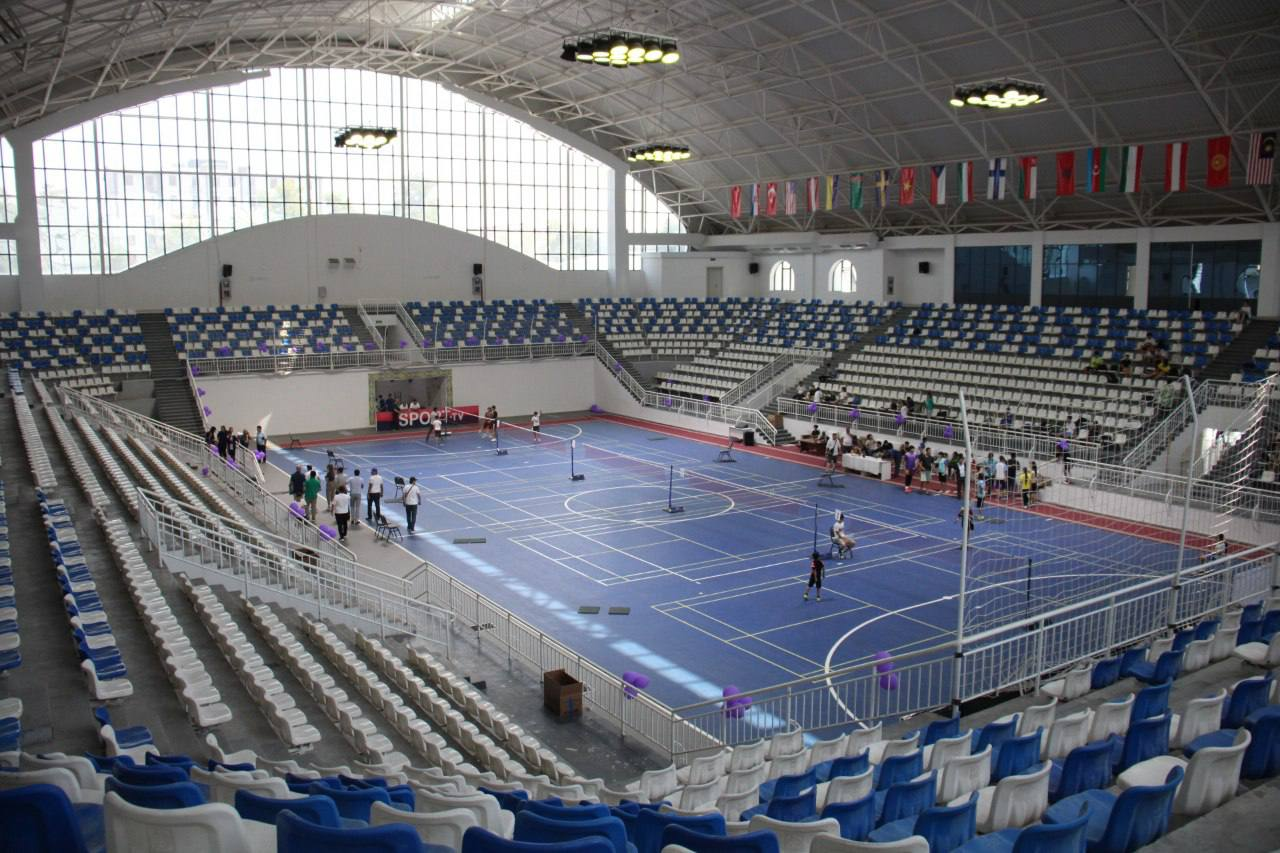
Complejo deportivo de Ferganá.

Desde su independencia en 1991, Uzbekistán ha participado con éxito creciente en los Juegos Olímpicos de Verano y de invierno. Ha competido cuatro veces en los Juegos Olímpicos de Verano, consiguiendo una medalla de oro y cinco de bronce en boxeo, dos medallas de oro y dos de plata en lucha libre, y una medalla de plata en judo. La única medalla de Uzbekistán en los Juegos Olímpicos de Invierno fue una de oro en esquí de fondo en 1994. En los Juegos Olímpicos de Río de 2016, Ruslan Nurudinov ganó el oro en halterofilia masculina de 105 kg, levantando un total de 431 kg, incluido un récord olímpico de 237 kg en el clean & jerk.
Los atletas uzbekos cosecharon un éxito especial en los Juegos Olímpicos de Tokio 2021. El país ganó tres medallas de oro:Ulugbek Rashitov en taekwondo, Akbar Djuraev en halterofilia y Bakhodir Jalolov en boxeo. La gimnasta uzbeka Oxana Chusovitina también compitió en sus octavos Juegos Olímpicos bajo la bandera uzbeka en el evento.
Uzbekistán formaba parte de la selección nacional de hockey sobre hielo de la Unión Soviética.
Humo Tashkent, un equipo profesional de hockey sobre hielo, se creó en 2019 con el objetivo de unirse en el futuro a la Liga Kontinental de Hockey (KHL), una liga euroasiática de primer nivel. Humo se unirá a la Liga Suprema de Hockey (VHL) de segundo nivel para la temporada 2019-20. El Humo juega sus partidos en el Humo Ice Dome, que costó más de 175 millones de euros; tanto el equipo como el estadio deben su nombre al mítico pájaro Huma, símbolo de felicidad y libertad. El Humo Tashkent era miembro de la reformada Liga de Hockey sobre Hielo de Uzbekistán, que comenzó a jugar en febrero de 2019. La UIHL consistía en otros tres equipos Binokor Tashkent, HK Tashkent, & Semurg Tashkent, con todos los equipos jugando fuera del Humo Ice Dome. Semurg se convirtió en el campeón en los playoffs.
La Federación de Hockey de Uzbekistán (UHF) comenzó la preparación para unirse a la IIHF como miembro y la formación de equipo nacional de hockey sobre hielo en participar en competiciones de la IIHF.
En ajedrez el país destaca con figuras relevantes a nivel mundial como Nodirbek Abdusattórov. Como equipo el equipo de Uzbekistán de ajedrez ganó la 44.ª Olimpíada de Ajedrez por equipos.

### Boxeo
El boxeo es uno de los deportes más populares en Uzbekistán. Uzbekistán cuenta con cuatro campeones olímpicos, ganadores de dos medallas de plata y ocho de bronce en los Juegos Olímpicos. El país también cuenta con más medallistas en boxeo en los Juegos Asiáticos, los Campeonato Asiático de Boxeo Aficionado y los Campeonato Mundial de Boxeo Aficionado. En los Juegos Olímpicos de Río de Janeiro 2016, el equipo de boxeo de Uzbekistán obtuvo el primer lugar en el medallero de boxeo, con tres medallas de oro, dos de plata y dos de bronce. En los Juegos Olímpicos de Verano de 2024, el equipo de boxeo de Uzbekistán tuvo un desempeño aún mejor, cinco boxeadores uzbekos Boxeo en los Juegos Olímpicos de Verano de 2024 recibieron medallas de oro.